# José Luis Rodríguez Zapatero
José Luis Rodríguez Zapatero (Valladolid, 4 de agosto de 1960) es un político español que fue el quinto presidente del Gobierno de España después de la transición, entre 2004 y 2011. Miembro del Partido Socialista Obrero Español (PSOE), ejerció como secretario general de este entre 2000 y 2012. Fue diputado en la iii, iv, v, vi, vii, viii y ix legislaturas del Congreso.
Durante su primer mandato, al que llegó tras la victoria del PSOE en las elecciones generales de 2004, las principales medidas de su gobierno fueron la retirada de las tropas españolas de Irak, el envío de tropas a Afganistán y la promoción de la Alianza de Civilizaciones, presentada ante la Asamblea General de la ONU de 2004 como alternativa a la guerra contra el terrorismo del presidente Bush. El abandono de la política «atlantista» fue acompañado del acercamiento a Alemania y a Francia. La estabilidad política y económica durante su primer mandato permitió el desarrollo de un programa progresista con medidas como la Ley Integral contra la Violencia de Género, la legalización del matrimonio entre personas del mismo sexo, la ley de promoción de la autonomía personal para personas en situación de dependencia o la Ley de Memoria Histórica. Durante este mandato se aprobó también la ley para la igualdad efectiva entre mujeres y hombres, una nueva ley de educación (que introducía la asignatura de Educación para la Ciudadanía), la creación de los Juzgados de Violencia sobre la Mujer, una nueva regularización de inmigrantes, una serie de ayudas a familias desfavorecidas, el intento de proceso de paz con ETA, la ley antitabaco, la ley de divorcio exprés y la reforma de varios estatutos de autonomía, notablemente el estatuto de Cataluña.
Su segundo mandato, iniciado tras las elecciones generales de 2008, estuvo marcado por el impacto de la crisis mundial de 2008, mucho más grave y profunda de lo previsto por su gobierno y por la mayoría de organismos internacionales. Este periodo de recesión, agravado por el colapso del sector financiero y por la debacle del sector inmobiliario (principal motor económico y laboral de España en los quince años previos), conllevó un brusco deterioro de la economía nacional. En este sentido, en 2010 se aprobó una reforma laboral que abarataba el despido y facilitaba la temporalidad, lo que llevó a la convocatoria de una huelga general. En 2011 se aprobó la segunda reforma constitucional de la democracia, que establecía la prioridad del pago de la deuda pública. El conflicto con los controladores aéreos, que se declararon en huelga, llevó al primer estado de alarma desde la restauración de la democracia.Su gobierno aprobó también una nueva Ley del Aborto,una reforma de la financiación autonómica, la Ley de Economía Sostenible, que buscaba renovar el modelo productivo español y contenía la polémica reforma antipiratería conocida como Ley Sinde, y la eliminación de la publicidad de RTVE.
En abril de 2011 Zapatero anunció que no se presentaría como candidato a un posible tercer mandato. Ante la persistencia de la crisis y el estallido del 15-M, que se oponía a medidas de su gobierno como la reforma laboral o el retraso de la edad de jubilación, en julio de ese año convocó elecciones generales, tras las que sería sustituido por Mariano Rajoy. Un mes antes de las elecciones, el 20 de octubre, la organización terrorista ETA anunció «el cese definitivo de su actividad armada».
Tras abandonar la presidencia del Gobierno, en febrero de 2012 tomó posesión como miembro nato del Consejo de Estado. En 2015 dejó el Consejo de Estado y pasó a desempeñar roles de dirección y consultoría en think tanks como el Instituto para la Diplomacia Culturalo el Foro de la Contratación Socialmente Responsable.Asimismo ha llevado ha actuado como conferenciante y mediador, de forma especial en la crisis de Venezuela.La política de Zapatero, especialmente en su primer mandato, estuvo influida por el «republicanismo cívico» de Philip Pettit. Sus políticas sociales, en varios casos pioneras en Europa, le granjearon una amplia popularidad entre el electorado de izquierda, aunque también una fuerte oposición de la Iglesia Católica, el Partido Popular y sus organizaciones afines.Su popularidad descendió considerablemente tras su gestión de la crisis y sus políticas de «ajustes» en línea con las demandas de la UE.

## Infancia y juventud (1960-1986)
José Luis Rodríguez Zapatero nació en Valladolid el 4 de agosto de 1960 en el seno de una familia acomodada, natural de León. Fue el segundo hijo del matrimonio, después de un hermano cuatro años mayor, Juan. Su padre, Juan Rodríguez García de Lozano, es abogado. Su madre, María de la Purificación Zapatero Valero, murió el 30 de octubre del año 2000 debido a una grave enfermedad. Su abuelo paterno, Juan Rodríguez Lozano, capitán del ejército durante la segunda república, fue ejecutado por los sublevados el 18 de agosto de 1936 en el barrio de Puente Castro de León, durante la guerra civil española, por negarse a participar en la sublevación en León. El testamento del capitán Rodríguez Lozano, escrito antes de su fusilamiento en el campo de concentración de San Marcos, es citado por Zapatero como uno de los motivos que le hizo entrar en política. Fueron sus abuelos maternos el doctor Faustino Zapatero Coronel, pediatra en Valladolid, y Natividad Valero Asensio, fallecida el 28 de julio de 2006 a la edad de 103 años. Rodríguez Zapatero creció en León. Estudió Primaria en el Colegio Discípulas de Jesús, de León (1966–1970); Bachillerato y COU en el centro privado Colegio Leonés (1970-1977). De niño veraneaba en Luanco o en Gijón (Asturias).
El 15 de agosto de 1976, antes de la legalización de los partidos políticos, asistió a un mitin de Felipe González en Gijón, en el que se despertó su vocación política. Se afilió a las Juventudes Socialistas y al Partido Socialista Obrero Español (PSOE) en 1979, al poco de cumplir la mayoría de edad, y fue secretario de la organización juvenil en León.
En el deporte, Zapatero es un gran aficionado al fútbol; su equipo de fútbol favorito es el Fútbol Club Barcelona, aunque destacó más como jugador de baloncesto. Otra afición suya era pescar; frecuentaba los ríos Porma y Órbigo. Además es un gran aficionado a la lectura de literatura hispanoamericana, en particular de Jorge Luis Borges.
Según las propias declaraciones de Zapatero: «Mi familia, de nombre Zapatero, es de ascendencia judía», probablemente de una familia de judeoconversos.
Estudió Derecho en la Universidad de León. En las aulas de la Facultad de Derecho conoció a Sonsoles Espinosa Díaz —con la que más tarde contraería matrimonio el 27 de enero de 1990 y tendría dos hijas, Laura y Alba—.
Zapatero obtuvo la licenciatura en 1982, con una tesina sobre el Estatuto de Autonomía de Castilla y León. Después de licenciarse, Zapatero fue contratado como profesor colaborador de Derecho Constitucional en la misma Universidad (1983-1986). Las sucesivas prórrogas que solicitó por motivos académicos le permitieron librarse del servicio militar obligatorio.

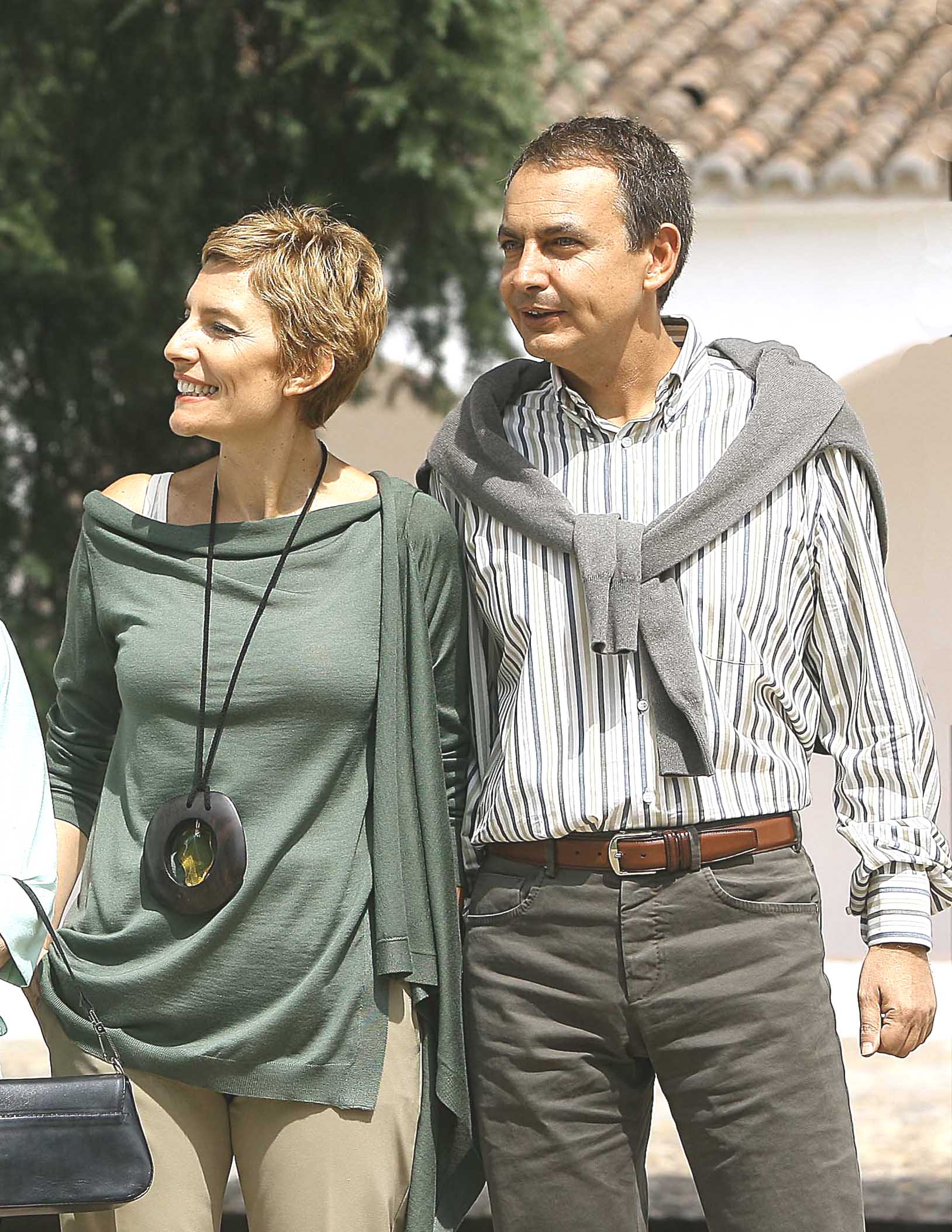
José Luis Rodríguez Zapatero con su mujer, María Sonsoles Espinosa Díaz.

## Inicios de su carrera política (1986-2000)
En 1986 obtuvo un escaño en el Congreso (legislatura 1986-1989) por León, convirtiéndose en el diputado más joven de la cámara y permaneciendo hasta 2011 como diputado. Las sucesivas prórrogas del servicio militar obligatorio por razones de estudios terminaron por excusarle de este al ser elegido. En el Congreso de los Diputados formó parte sucesivamente de las comisiones de Justicia e Interior, Constitucional, del Defensor del Pueblo y de Administraciones Públicas, en la que era portavoz de su grupo.
La sorprendente elección de Zapatero para la Secretaría General de la Federación Socialista Leonesa (FSL) el 19 de junio de 1988, en el V Congreso del PSOE provincial celebrado en Astorga, fue ligada por los medios de comunicación a un pacto entre los hombres fuertes y facciones del socialismo leonés, caracterizado por los enfrentamientos internos, la tradición sindicalista y un fuerte apego al obrerismo minero. Su reconocida capacidad para limar las discrepancias ideológicas y personales entre sus compañeros y sosegar los ambientes crispados iba a ser el mejor instrumento en la promoción política de quien todavía era en Madrid un diputado absolutamente anónimo.
Zapatero fue reelegido secretario general con el 68 % de los votos en el VII Comité Regional leonés celebrado en julio de 1994. En las elecciones generales de 1996 Zapatero mantuvo su escaño en el Congreso de los Diputados, siempre por León. Al año siguiente Zapatero fue nuevamente reelegido secretario general del PSOE de León, y entró también como vocal en la Ejecutiva Federal, máximo órgano del partido.
Zapatero no se adscribía, al menos expresamente, a ninguna corriente interna; su aparente neutralidad continuó tras el XXXIV Congreso, del que salió convertido en uno de los 33 miembros de la nueva Comisión Ejecutiva Federal (CEF), como titular de una de las vocalías. El 16 de noviembre de 1997 el VIII Congreso del PSOE leonés le confirmó como secretario general regional.
El 12 de marzo de 2000, el PSOE perdió sus segundas elecciones generales consecutivas contra el PP de José María Aznar. Zapatero mantuvo su acta de diputado, pero el Partido Socialista Obrero Español obtuvo solamente 125 escaños, 16 menos que en las elecciones generales de 1996.

### La plataformaNueva Vía
Rodríguez Zapatero decidió que optaría a dirigir el PSOE durante el XXXV Congreso Federal de junio de 2000, tras la dimisión de Joaquín Almunia. Impulsó una nueva corriente dentro del partido, más centrista y a la vez más liberal, llamada la Nueva Vía. El proyecto Nueva Vía, más perfilado en lo programático que en lo ideológico, evocaba la Tercera Vía (Third Way) del primer ministro laborista británico Tony Blair y también el Nuevo Centro (Neue Mitte) del canciller socialdemócrata alemán Gerhard Schröder, los cuales pivotaban en nociones tales como el pragmatismo y la eficiencia a la hora de revisar las relaciones entre Estado y ciudadanía, y de asumir con naturalidad los imperativos de la economía del libre mercado en las sociedades contemporáneas. Por la misma razón, la propuesta de Zapatero parecía alejarse del socialismo más clásico que caracterizaba, por ejemplo, al primer ministro francés Lionel Jospin, quien se distanció de las tesis de sus colegas de Londres y Berlín.
El 25 de junio de 2000, Zapatero anunció su intención de presentar su candidatura para la secretaría general en una reunión en León. En su discurso, hizo una declaración de principios:
1. Construir una sociedad que acepte a todos los inmigrantes.
2. Dar prioridad a la educación y crear empleo estable.
3. Dar a los padres más tiempo para pasar con sus hijos y cuidar a los ancianos.
4. Promover la cultura.
5. Convertir a España en un país admirado por ayudar a los más necesitados.
6. Ayudar a éstos con iniciativas de calidad.
7. Fomentar la democracia, adecentar la política y promover los valores por encima de los intereses coyunturales.[35]

Compitió por la secretaría general con José Bono, Matilde Fernández y Rosa Díez. Zapatero era el "candidato sorpresa", y los críticos señalaban su inexperiencia mientras que los que le apoyaban indicaban que era la figura reformista que necesitaba el PSOE. El 22 de julio Zapatero ganó por un escaso margen (de 995 sufragios, obtuvo 414 apoyos; José Bono consiguió 405). Esta inesperada victoria se produjo gracias al apoyo del PSC.

## Líder de la oposición (2000-2004)
La elección de Zapatero supuso un verdadero relevo generacional en el PSOE. El dirigente leonés había conseguido unificar el partido, cerrar la grave crisis que arrastraba desde hacía cuatro años por las luchas de banderías y el vacío de liderazgo, y presentar a la militancia un proyecto esperanzador.
Como líder de la oposición, Zapatero declaró que sería constructivo y no intentaría dañar al gobierno; incluso acuñó la expresión «oposición tranquila». Su estrategia de oposición se basó en proponer varios pactos al partido en el gobierno en temas fundamentales de Estado, el terrorismo en particular. De esta forma el Pacto Antiterrorista fue una de esas propuestas formuladas por el PSOE bajo la dirección de Zapatero. Este perfil de opositor moderado no fue bien comprendido por algunos sectores del partido, empeñados en la confrontación. No obstante, los sondeos de opinión y las encuestas revelaron una recuperación progresiva de las expectativas de los socialistas.

### Confrontación con el Gobierno
Zapatero fue cambiando progresivamente su discurso a medida que avanzaba la legislatura. El Gobierno de José María Aznar contaba con mayoría absoluta en la VII Legislatura, y durante la misma, la adopción de normas polémicas en los terrenos social y laboral (reformas de la Ley de Extranjería y de la protección del desempleo, leyes orgánicas de Calidad de la Educación, LOCE, y de Universidades, LOU), conllevaron que el enfrentamiento entre oposición y gobierno se endureciera.
El primer enfrentamiento político serio de Zapatero con el gobierno llegó a causa de la petición de una reducción de impuestos para compensar el aumento del precio del crudo. A finales del mismo año, la enfermedad de las vacas locas volvió a la actualidad después del brote de 1996. Zapatero criticó en varias ocasiones la política del gobierno respecto a la crisis, argumentando que estaba fuera de control. Zapatero pidió la creación de una comisión interministerial junto con otras 10 medidas para afrontar la crisis.
En 2000 el submarino nuclear británico Tireless atracó en Gibraltar para reparar su reactor. Zapatero criticó que no se presionara al gobierno británico para que retirase el submarino, que abandonó el peñón un año después. El 19 de diciembre de 2001 viajó a Marruecos después de que el gobierno alauí expulsara al embajador español en Rabat, en un gesto criticado por el gobierno del Partido Popular. Zapatero argumentaría que el viaje tenía por objeto reducir la tensión entre ambos países.
Zapatero mostró su desacuerdo ante la posición de apoyo activo por parte del gobierno del PP a la invasión de Irak, impulsada por los Estados Unidos y Reino Unido. En este asunto la oposición de Zapatero fue mucho más dura.

### Irak y la política exterior
Los sondeos de opinión arrojaban en 2003 que una mayoría de los votantes españoles estaba en contra de la invasión de Irak de 2003. Como varios gobernantes europeos, Zapatero consideraba que un ataque armado no autorizado por las Naciones Unidas sería ilegal y se opuso al concepto de guerra preventiva.
La primera fricción de Zapatero con Estados Unidos tuvo que ver también con su postura sobre la guerra. El 12 de octubre de 2003, durante el desfile del Día de la Hispanidad, Zapatero no se levantó al paso de la bandera estadounidense. Dijo que su acción fue una protesta contra la guerra de Irak y no un insulto al pueblo estadounidense, sin embargo, este gesto fue dura y prolongadamente criticado por el Partido Popular y la prensa conservadora, considerándolo como lo que sería el inicio de una política exterior y una imagen de España perjudicial cuando Zapatero llegase al poder. Ana Botella, la esposa del entonces presidente José María Aznar y exalcaldesa de Madrid, llegó a afirmar que por culpa de aquel gesto de Zapatero, la capital española no fue elegida para albergar los Juegos Olímpicos de 2012. Izquierda Unida, en cambio, apoyó a Zapatero, compartiendo la idea de no "arrodillarse" ante la política exterior de Estados Unidos.
En su programa electoral, Zapatero aseguró que retiraría las tropas españolas desplazadas a Irak si antes de junio de 2004 no se conseguía una resolución de la ONU que lo apoyara.

### Terrorismo
En este período, el asunto más destacado fue la firma del "Acuerdo por las Libertades y contra el Terrorismo", a propuesta de Rodríguez Zapatero. Conocido también como Pacto Antiterrorista, fue un acuerdo firmado por el PP y el PSOE el 8 de diciembre de 2000.
El objetivo principal del acuerdo era fomentar la unidad entre ambos partidos en la lucha contra el terrorismo. Se incluyeron algunas cláusulas para asegurar que las políticas contra el terrorismo no se utilizaran como arma arrojadiza electoral.

### Elecciones generales de 2004
En octubre de 2002, Rodríguez Zapatero fue designado candidato de su partido a la presidencia del gobierno en las elecciones generales del 14 de marzo de 2004. Durante la campaña electoral para las elecciones generales, las encuestas eran favorables al candidato popular Mariano Rajoy, aunque había serias dudas sobre si podría revalidar la mayoría absoluta conquistada en 2000. El 26 de enero de 2004, el diario ABC desveló que el consejero primero, Josep Lluís Carod-Rovira se había reunido entre diciembre de 2003 y enero de ese mismo año, en Perpiñán (Francia) con la banda terrorista ETA, y con la que se cree que llegó a un acuerdo, ya que al mes siguiente ETA declaró una tregua únicamente en Cataluña. Carod-Rovira formaba parte del Gobierno tripartito formado en Cataluña y presidido por el socialista Pasqual Maragall, Zapatero no desautorizó a Maragall, ni le exigió que ERC (el partido de Carod) saliera del gobierno.

### Campaña electoral
En la campaña electoral de 2004, Zapatero criticó la gestión del PP respecto al desastre del Prestige, el apoyo a la guerra de Irak y el fuerte crecimiento del precio de la vivienda. Prometió construir 180 000 nuevas viviendas cada año y mantener el equilibrio presupuestario, aunque de forma más flexible. En los colegios prometió educación bilingüe y un ordenador para cada dos alumnos. Además, aseguró que incrementaría las partidas presupuestarias para I+D+I, concretamente un 25 % anual hasta 2008, para equiparar la inversión tecnológica con la de la media comunitaria. Mariano Rajoy, el nuevo líder del PP tras la retirada de Aznar, partía con ventaja gracias a los buenos datos macroeconómicos que se venían registrando desde 1996. Rajoy advirtió de que si Zapatero llegaba a la Moncloa, probablemente tendría que gobernar con socios como IU o ERC, a los que definió como radicales e inestables.
La ausencia de debates entre ambos candidatos fue otro punto de enfrentamiento. Zapatero propuso debatir con Rajoy antes de las elecciones generales de 2004, pero este se negó.

### Atentados del 11-M
El jueves 11 de marzo de 2004 se produjo el atentado terrorista más grave de la historia reciente de España. Las explosiones en varios trenes de cercanías en Madrid causaron 192 víctimas mortales y miles de heridos. La conmoción fue total en el mundo occidental. Los atentados tuvieron lugar solo tres días antes de las elecciones generales y todos los actos de la campaña electoral se cancelaron. Sin embargo, en lugar de unir a todos los dirigentes políticos, los atentados provocaron amargas divisiones entre ellos. Existe aún hoy desacuerdo sobre si fueron los atentados terroristas o los sucesos posteriores a los mismos los que provocaron el vuelco electoral, ya que el gobierno de Aznar en un principio atribuyó la autoría a ETA pese a las pruebas que apuntaban a terroristas islamistas. Los sucesos de aquellos días, fueron interpretados por gran parte de la opinión pública como una falta de transparencia, debido a ello cientos de ciudadanos se manifestaron en las principales ciudades españolas acusando al Gobierno de ocultar información.

### Resultados electorales

Los partidos mayoritarios en cada provincia en las elecciones generales de 2004.

Se celebraron las elecciones generales el día 14 de marzo de 2004 y el Partido Socialista Obrero Español obtuvo la victoria, aunque sin alcanzar la mayoría absoluta. Esta situación le obligaba a buscar pactos con otras formaciones políticas minoritarias para, en un principio, conseguir que Zapatero llegase a presidente del gobierno y después mantener la gobernabilidad del país.
El PSOE obtuvo la victoria alcanzando 164 escaños y un 43,27 % de los votos emitidos, frente a los 146 escaños y 37,81 % de los votos obtenidos por el PP. En el senado, el PP perdió 25 senadores, consiguiendo una mayoría relativa pese al descenso. Por su parte, el PSOE aumentó su representación en 28 senadores.
El 16 de abril de 2004, José Luis Rodríguez Zapatero obtiene la confianza del Congreso de los Diputados para ser nombrado presidente del Gobierno conforme al procedimiento establecido en el artículo 99 de la Constitución. En la votación de investidura, Zapatero recibe 183 votos a favor (PSOE, IU, ERC, CC, BNG y CHA), 148 en contra (PP), y 19 abstenciones (CiU, PNV, EA y NaBai).

## Presidente del Gobierno (2004-2011)

### VIII Legislatura (2004-2008)

#### 2004

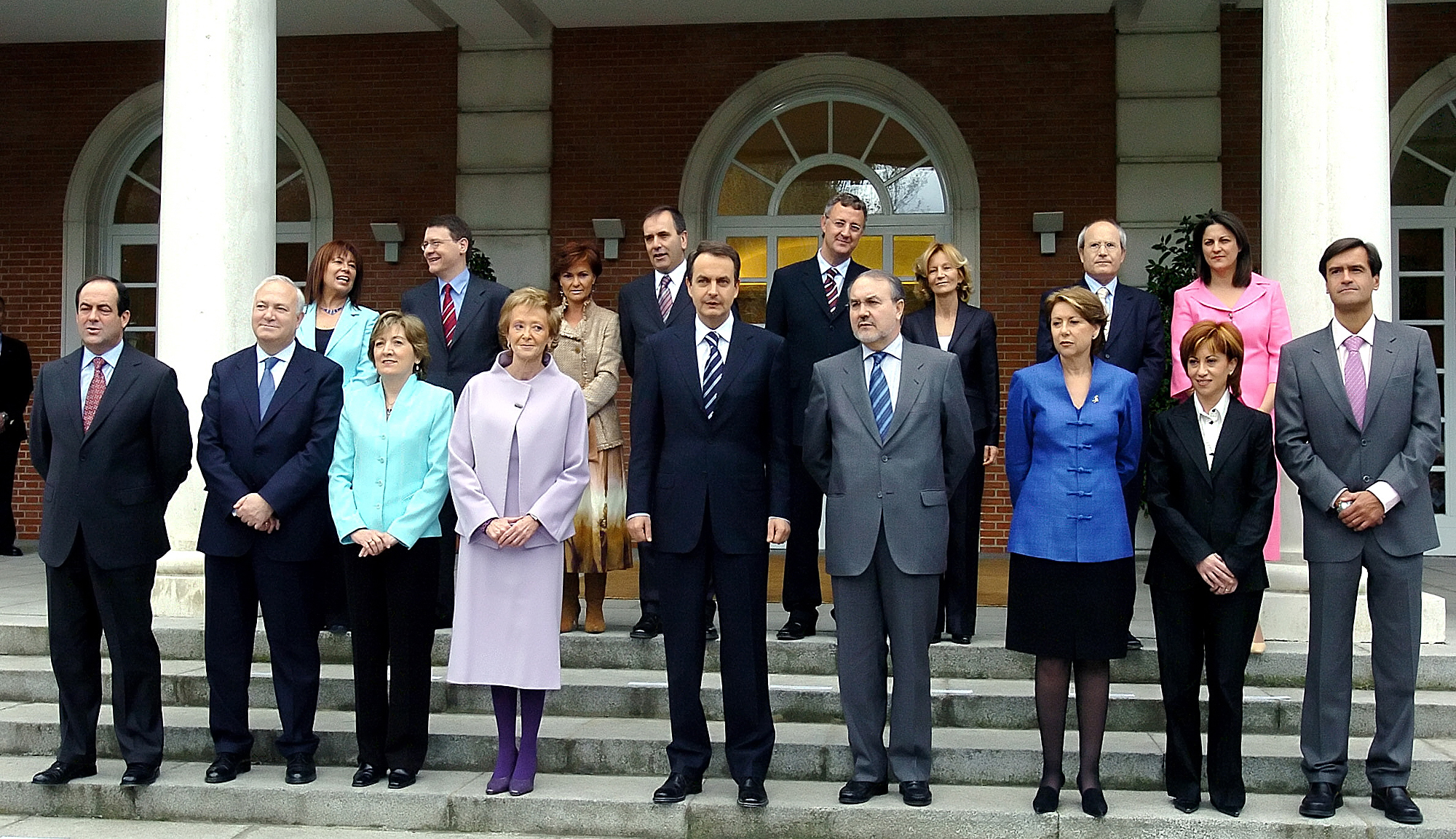
Foto de familia del primer gobierno de Zapatero tomada en La Moncloa el 20 de abril de 2004, tres días más tarde de que el presidente prometiera su cargo ante el rey.

El 17 de abril de 2004 José Luis Rodríguez Zapatero prometió el cargo de presidente del Gobierno ante Juan Carlos I. Al día siguiente, juraron o prometieron su cargo los miembros del Consejos de Ministros. Eran ocho ministros y ocho ministras. Se trataba del primer Gobierno paritario en la historia de España. María Teresa Fernández de la Vega se convertía en la primera mujer en acceder al cargo de vicepresidenta del Gobierno. Un día después de tomar posesión, Zapatero anunció la retirada «en el menor tiempo posible» de las tropas militares españolas desplegadas en Irak.
Además de la retirada de las tropas españolas de Irak, otra de las promesas electorales del PSOE durante la campaña, y que más tarde llevó a cabo, fue la subida del salario mínimo interprofesional. En 2004 el salario mínimo en España era de 460,5 € por mes, siendo uno de los más bajos de toda la Unión Europea. Durante la viii legislatura pasó a ser de 600 € por mes.

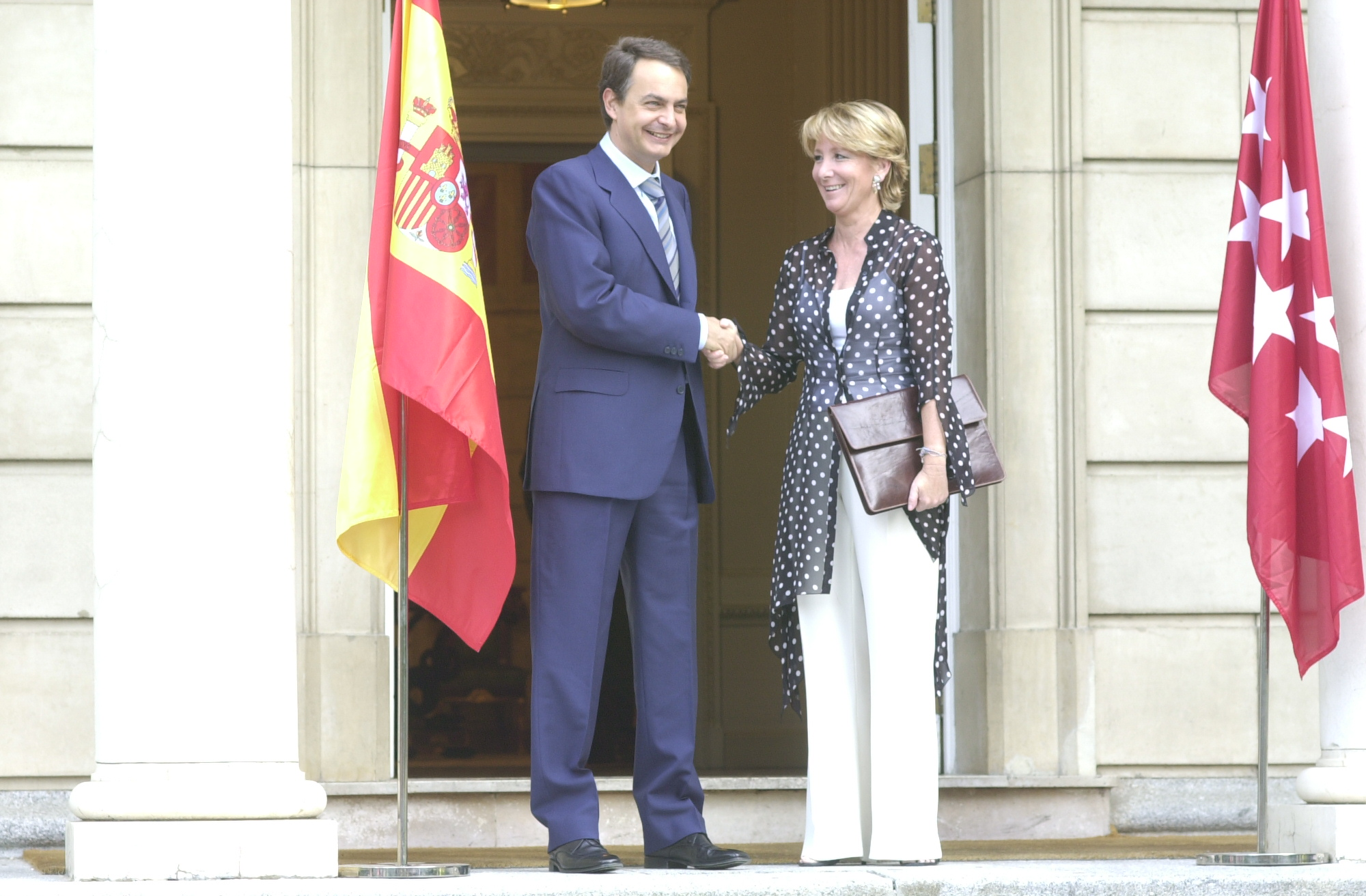
Rodríguez Zapatero con la presidenta de la Comunidad de Madrid, Esperanza Aguirre (julio de 2004).

El 13 de junio se celebraron elecciones al Parlamento Europeo. En ellas el PSOE fue la lista más votada, obteniendo un 43,3 % votos y 25 escaños. Más de un mes después, el 20 de julio, el cabeza de lista del PSOE en los comicios, José Borrell fue elegido presidente del Parlamento Europeo.
El 18 de junio, el gobierno derogó el trasvase del Ebro, el llamado Plan Hidrológico Nacional (PHN).
El 4 de julio Rodríguez Zapatero fue reelegido como secretario general del PSOE con el 95 % de los votos en el XXXVI Congreso Federal del partido.
En los meses siguientes, el Consejo de Ministros decidió renovar y ampliar el contingente militar español en Afganistán y destacar una misión humanitaria en Haití. Destaca también la reunión en Moncloa el 26 de julio entre el presidente del Gobierno y el lehendakari vasco, Juan José Ibarretxe.

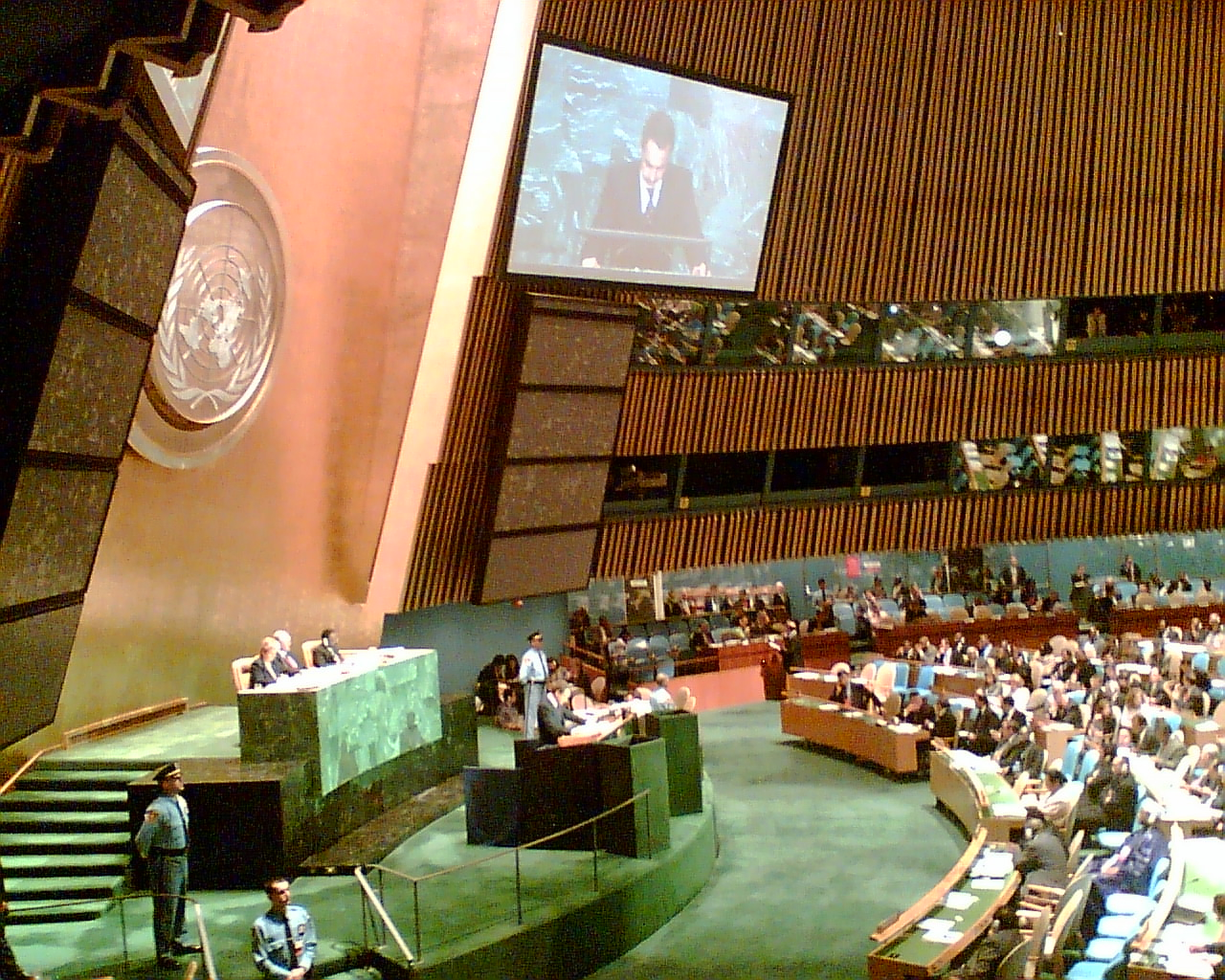
Zapatero en la Asamblea General de la ONU.

En septiembre de 2004 Rodríguez Zapatero compareció en la 59.ª Asamblea General de Naciones Unidas en la que propuso una alianza entre el mundo occidental y el mundo árabe. En el mismo mes el Consejo de Ministros aprobó el anteproyecto de Ley de Reforma del Divorcio, que suprimía la separación como paso previo obligatorio y elimina la necesidad de alegar causas para obtener la disolución del matrimonio.
El día 13 de ese mismo mes, se celebró en el palacio de la Moncloa una cumbre hispano-franco-alemana, con la presencia del presidente de la República francesa, Jacques Chirac y del canciller alemán, Gerhard Schröder, donde se comprometieron a impulsar una política exterior y de seguridad común.
El 3 de octubre fue detenido por la policía francesa; Mikel Antza, líder de ETA en Salies-de-Béarn.
En materia exterior, la Constitución Europea también tuvo un peso importante durante la viii legislatura. El 29 de octubre, los 25 jefes de Estado y de Gobierno de la Unión Europea firmaron el Tratado de Roma para establecer una Constitución para Europa. Para su ratificación se convocarían posteriormente diversos referendos por los países europeos.
Tras la reelección de George W. Bush en las elecciones del 2 de noviembre, la llamada de felicitación de Zapatero no fue atendida por el presidente estadounidense. Finalmente fue el rey de España, Juan Carlos I, quien trasmitió este hecho. Su relación fue tan fría y distante, que durante esa legislatura únicamente volvieron a encontrarse en una cena (en septiembre de 2007) para tener una conversación de ocho segundos.
El 13 de diciembre, Zapatero compareció en la Comisión de investigación de los atentados del 11-M.
Antes de finalizar el año 2004, el día 22 de diciembre se aprobaron las Medidas de Protección Integral contra la Violencia de Género. El día 31 del mismo mes concluyó el mandato de España como miembro no permanente del Consejo de Seguridad de Naciones Unidas.
La economía española creció en ese año un 2,6 %.

#### 2005
Durante el año 2005, se procedió a la celebración de distintos referendos en los Estados miembros de la Unión Europea acerca de la aceptación o no de la Constitución Europea. El 11 de enero, el Pleno del Congreso de los Diputados, por unanimidad, autorizó la celebración de un referéndum consultivo sobre la ratificación del Tratado por el que se establecía una Constitución para Europa. El 2 de febrero comenzó la campaña del referéndum consultivo sobre la ratificación del Tratado, y el día 20 de febrero se celebró el referéndum. Con una participación del 41,77 por ciento del censo, los votos a favor sumaron el 76,30 % del total de votantes. Los votos en contra fueron el 16,92 % y los votos en blanco y nulos el 6,77 %. España dijo "sí" a la Constitución Europea, pero los sucesivos referendos en el resto de Estados miembros no gozaron de un amplio apoyo, y en Francia y los Países Bajos el "no" resultó vencedor.
El 1 de febrero, el Congreso de los Diputados rechazó por 313 votos en contra (PSOE, PP, CC, IU y CHA) y 2 abstenciones (Iniciativa per Catalunya) el Plan Ibarretxe, proyecto de reforma del Estatuto de Autonomía del País Vasco.
El día 7 de ese mes, Zapatero inició un proceso de regularización de la inmigración ilegal. Cuando Zapatero llegó al poder, había más de 800 000 extranjeros en situación irregular en España. En el año 2004, España fue el país de la Unión Europea que recibió el mayor número de inmigrantes. La inmigración supuso cerca de un 90 % en el aumento de la población de España. En noviembre, una encuesta del CIS afirmaba que un 60 % de españoles consideraba que había "demasiados" inmigrantes y que además para un 40 % suponía el principal problema del país.
El 17 de abril, se celebraron las elecciones en el País Vasco. En ellas el PNV de Ibarretxe fue la lista más votada, pero perdió cuatro escaños respecto a la anterior cita electoral. Pese a ello, Juan José Ibarretxe siguió siendo lendakari con mayoría simple, gracias a que votó a favor de su investidura el Partido Comunista de las Tierras Vascas (PCTV).
El 30 de junio, el Congreso de los Diputados aprobó con 183 votos el matrimonio entre personas del mismo sexo, tras esa votación España se convertía en el tercer país del mundo que permitía el matrimonio homosexual.

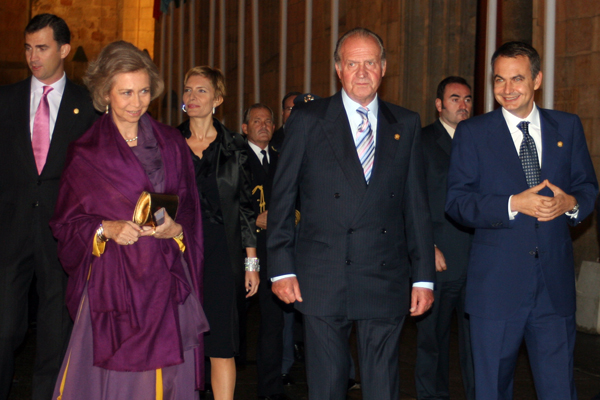
Zapatero junto a los Reyes de España, Juan Carlos I y Sofía de Grecia durante la XV Cumbre Iberoamericana celebrada en Salamanca (España). Octubre de 2005.

El día 17 de mayo, todos los partidos representados en el Congreso (excepto el PP) apoyó que el ejecutivo de Zapatero dialogara con ETA, si la organización terrorista dejaba las armas. El PP consideró que Zapatero habría roto el Pacto Antiterrorista y tanto el partido como sus medios de comunicación afines comenzaron una campaña de hostilidad hacia el Gobierno, convirtiendo la política antiterrorista en el eje principal de su oposición. Esto acabó provocando el aislamiento del PP en el parlamento, una gran crispación y deterioro de la cordialidad, y una polarización de la política española, que continuó protagonizando el debate político español hasta 2008. El 18 de febrero de 2008, el diario El Mundo publicó que ETA pidió en tres cartas al Gobierno que su pretensión era emprender una «negociación política» para resolver el «conflicto entre España y Euskal Herria».
En las elecciones autonómicas gallegas, celebradas el 19 de junio, el PP fue el partido más votado, pero al no alcanzar por un escaño la mayoría absoluta, el socialista Emilio Pérez Touriño se convirtió en el nuevo presidente de la Junta de Galicia tras alcanzar un acuerdo de investidura con el Bloque Nacionalista Galego (BNG). Ello significó el final de la presidencia de Manuel Fraga, tras quince años en el cargo.
En mayo, el Consejo de Ministros acordó remitir a las Cortes el proyecto de ley de reproducción asistida. El 5 de septiembre, Gas Natural lanzó una oferta pública de adquisición de acciones sobre Endesa que produjo fuerte impacto en el mundo político y empresarial. Endesa anunció su propósito de defensa para frenar la operación.
En julio se aprobó el denominado «carné por puntos» y se intensificaron los controles de velocidad en carretera. La medida dio frutos desde su entrada en vigor (el 1 de julio del año siguiente) y descendieron claramente los fallecimientos por accidente de tráfico en España a partir de ese momento. Si en 2003 murieron 3933 personas en accidentes de tráfico en España, en 2011 las víctimas en carretera descendieron hasta 1479.

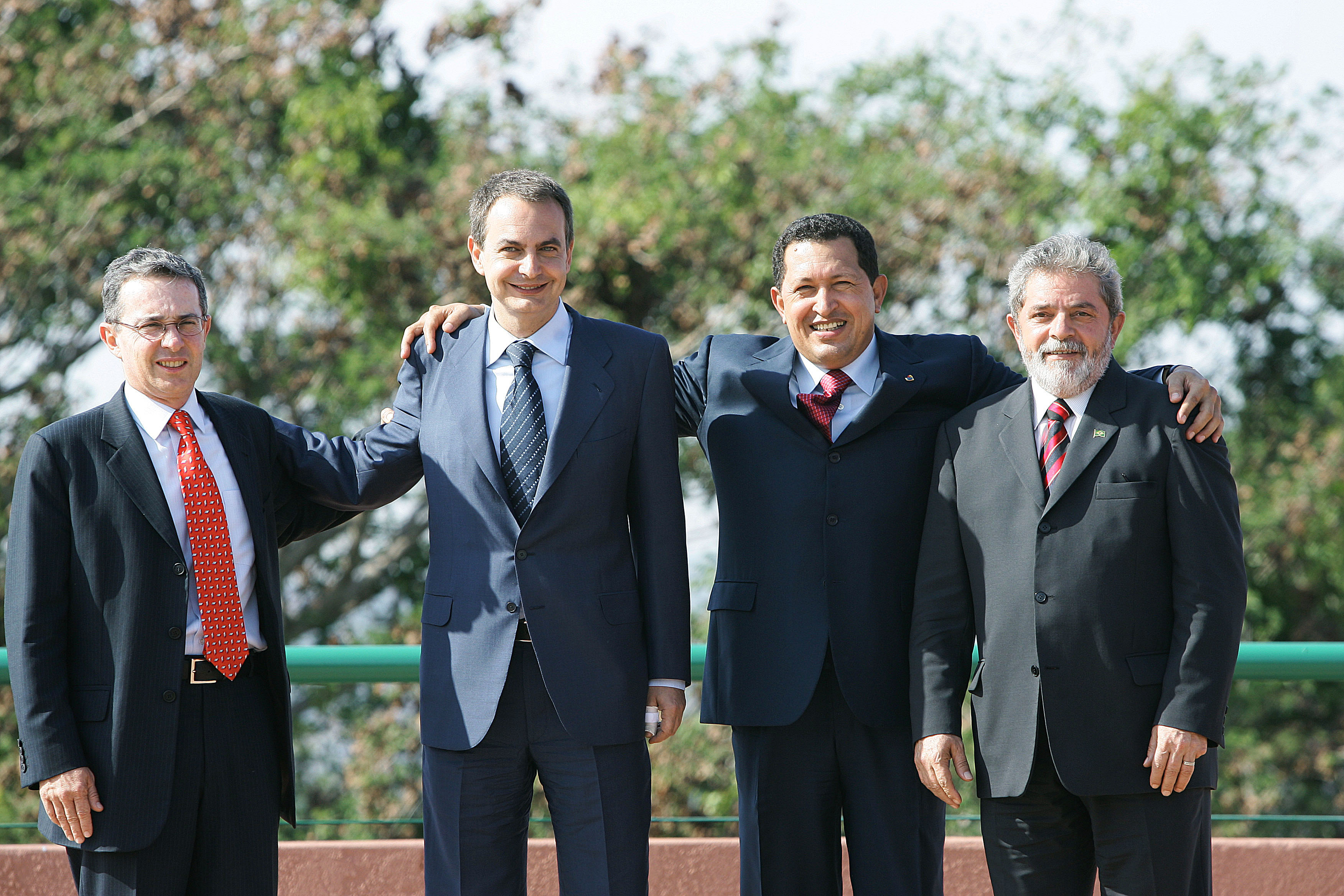
El presidente de Colombia, Álvaro Uribe, Zapatero, el presidente de Venezuela, Hugo Chávez y el de Brasil, Lula da Silva posando en el Palácio do Planalto en la ciudad brasileña de Brasilia. Marzo de 2005.

El 16 de agosto, se produjo un accidente de helicóptero cerca de la ciudad de Herat en Afganistán donde murieron 17 militares españoles.
Igualmente durante la segunda mitad de 2005, se procedió a aprobar las propuestas de reforma del Estatuto de Autonomía, tanto de Cataluña, como el de la Comunidad Valenciana, siendo este último aprobado conjuntamente por el PSOE y el PP. Sin embargo, la reforma del estatuto de Cataluña generó más debate, y el Partido Popular presentó recursos de inconstitucionalidad durante la legislatura.
El Consejo de Ministros del 7 de octubre de 2005 creó la Unidad Militar de Emergencias (U.M.E.) como una fuerza militar conjunta de carácter permanente dentro de las Fuerzas Armadas, con la finalidad de intervenir de forma rápida en cualquier lugar del territorio nacional español en casos de catástrofe, grave riesgo, calamidad u otras necesidades públicas, junto con otras instituciones del Estado y las Administraciones Públicas. Este proyecto estrella del presidente Zapatero ha resultado un éxito y es un referente internacional para la creación de unidades similares.
En diciembre la Comisión Europea exigió a España la aplicación del IVA a la Iglesia católica. No es esta la única vez que la religión, y más concretamente la Iglesia estuvieron presentes en el debate político durante la legislatura. Las desavenencias entre el Gobierno y la jerarquía eclesiástica surgieron por diferentes puntos, entre los que destacaron la supresión de la asignatura de Religión católica o la equiparación de otras religiones en la educación pública. La Conferencia Episcopal Española mostró su oposición con el Gobierno en asuntos como los matrimonios entre personas del mismo sexo y la reforma educativa de la asignatura de religión. Igualmente lanzó una campaña, contra la eutanasia, y anunció que seguirán otras sobre otros asuntos que consideraba de "interés público".
El debate se mantuvo en diversos frentes durante toda la legislatura, tanto en el terreno económico, en el que finalmente se llegó a un nuevo acuerdo de financiación con la Iglesia (se comenzó a aplicar a partir de 2007) como en el educativo, especialmente en lo referente a la asignatura de Educación para la Ciudadanía, o en el de los derechos y libertades en lo referido al matrimonio entre personas del mismo sexo.
El año 2005 finalizó con un crecimiento económico del 3,4 % (tres décimas más que el año anterior).

#### 2006
El día 2 de enero entró en vigor la Ley antitabaco. Con ella, fumar pasaba a estar prohibido en el puesto de trabajo. Los locales de restauración y ocio de más de 100 m² estaban obligados a separar una sala de fumadores, y otra de no fumadores.
Los Papeles del Archivo de Salamanca iniciaron su regreso a Cataluña, lugar originario de los mismos.

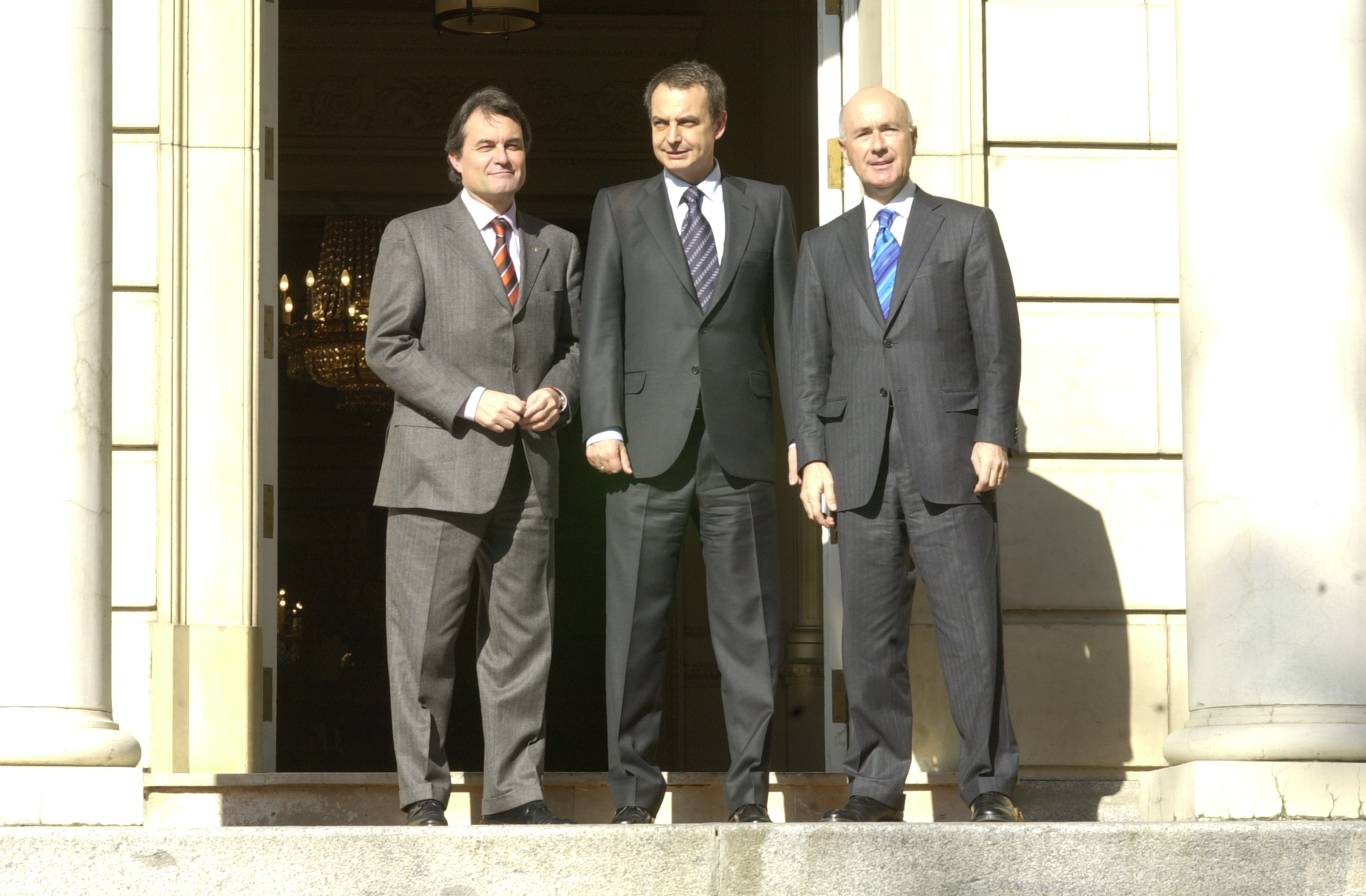
Zapatero junto con Artur Mas y Josep Antoni Duran i Lleida, presidentes de Convergencia Democrática de Cataluña (CDC) y de la Unió Democrática de Catalunya (UDC) en el palacio de La Moncloa (23 de enero de 2006).

El día 21 de ese mismo mes, Zapatero se reunió durante más de seis horas con los principales líderes de Convergència i Unió: Artur Mas y Josep Antoni Duran i Lleida para lograr un acuerdo global del Estatuto. Fue esencialmente económico: un compromiso de que Cataluña recibiría en los siete años siguientes el 18,5 % de las inversiones estatales: el porcentaje equivalente a su participación en el PIB y un volumen total de casi 3000 millones de euros. Además, todas las comunidades pasarían a administrar el 50 % del IRPF (antes era el 33 %) y del IVA (antes era el 40 %), y el 58 % de los impuestos especiales (antes era el 50 %).
Entre las leyes que fueron fuente de controversias durante ese año, destacó la Ley reguladora del canon digital. Esta ley fue reformada el 22 de junio de 2006. El Congreso aprobó (con ningún voto en contra y la única abstención de ERC y PNV) la reforma de la Ley de Propiedad Intelectual reguladora del canon digital, por la que los compradores finales tendrían que pagar un canon a las entidades de gestión de derechos de autor por los soportes digitales idóneos para grabar y reproducir archivos, esto es, CD y DVD, pero también reproductores MP3, tarjetas de memoria, móviles, impresoras y cámaras digitales. Los discos duros y las conexiones ADSL permanecen libres de pago.
En marzo, el Consejo de Ministros aprobó la remisión a las Cortes del Proyecto de Ley Orgánica de Igualdad.
El 30 de marzo, el Congreso de los Diputados aprobó el Estatuto de Cataluña por 189 votos a favor y 154 en contra.

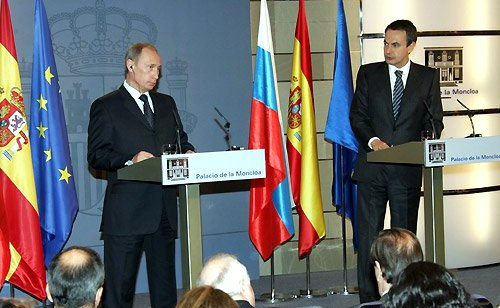
El presidente de Rusia, Vladímir Putin, con Rodríguez Zapatero.

El 6 de abril se aprobó la Ley Orgánica de Educación (LOE). La ley era continuista respecto a la LOGSE, la ley del Gobierno de Felipe González de 1990. Dejaba sin efecto, y sin entrar en vigor, la Ley Orgánica de Calidad de la Educación (LOCE) del PP promulgada en 2002. Los cambios más significativos era la reducción de itinerarios en el Bachillerato, la sustitución de las notas con letras (de insuficiente a sobresaliente) por calificaciones numéricas de 1 a 10 en la enseñanza secundaria, y la introducción de Educación para la Ciudadanía, una asignatura con contenidos sobre democracia, Derechos Humanos y la Constitución Española entre otras materias. Surgió un movimiento contrario a esta materia, tildada de adoctrinamiento socialista por parte de sectores conservadores y de la Iglesia, exigiendo para los padres de alumnos la posibilidad de ejercer la objeción de conciencia y no cursarla. En 2009, el Tribunal Supremo sentenció que el contenido de la asignatura era constitucional y no constituía adoctrinamiento, por tanto no cabía objeción de conciencia contra ella.
En el mismo mes, el presidente anunció la remodelación de su Gobierno. Los cambios afectaron a tres Ministerios: Defensa, Interior y Educación. El ministro de Defensa, José Bono, fue sustituido por José Antonio Alonso, el que era titular de la cartera de Interior. El puesto de Alonso fue ocupado por Alfredo Pérez Rubalcaba y Mercedes Cabrera Calvo-Sotelo sucedió a la ministra de Educación y Ciencia, María Jesús San Segundo. En este mes también se procede a la tramitación del proyecto de reforma del Estatuto de Autonomía de Andalucía.
El 18 de junio, Cataluña apoyó mayoritariamente en referéndum el Estatuto. Un 73,9 % de los votos fueron positivos y un 20,7% en contra. Sin embargo, la participación en las urnas no llegó al 50 % del censo. Tres días después, el 21 de junio, el presidente de la Generalidad, Pascual Maragall, anunció que disolvería el Parlamento catalán a finales de agosto y no volvería a ser el candidato del PSC en esa cita con las urnas anticipadas. El 27 de junio, la Comisión Ejecutiva del PSC propuso a José Montilla como candidato a presidir la Generalidad de Cataluña. El 29 de agosto, el entonces alcalde de Barcelona, Joan Clos, fue el sustituto de Montilla al frente del Ministerio de Industria, Comercio y Turismo.
El 1 de noviembre, se celebraron elecciones autonómicas en Cataluña, en ellas venció CiU, encabezada por Artur Mas, pero sin alcanzar la mayoría absoluta. Tal hecho, llevó unos días después a que el líder del PSC, José Montilla presentara un nuevo tripartito entre el PSC, ERC y ICV-EUiA, llamado "Entesa Nacional pel Progrés" que sí lograba la mayoría absoluta en el Parlamento. Por ello, Montilla fue investido nuevo presidente de la Generalidad de Cataluña.
El día 22 de marzo, la organización terrorista ETA declaró un «alto el fuego permanente». La reacción fue inmediata por parte del ejecutivo de Zapatero que abrió un proceso de paz para acabar definitivamente con la barbarie etarra.
Tanto el papa Benedicto XVI, como el secretario general de la ONU, Kofi Annan apoyaron en público el proceso de pacificación que se había emprendido. El 29 de junio, Zapatero anunció en el Congreso el inicio del diálogo con ETA.
El 18 de septiembre, el gobierno estableció en el Acuerdo de Córdoba junto con el gobierno de Reino Unido y el de Gibraltar, el Foro de Diálogo Tripartito sobre Gibraltar que por primera vez reconoció al ministro principal como parte en una mesa negociadora. Entre los acuerdos alcanzados destacó el uso conjunto del aeropuerto de Gibraltar y la apertura de un Instituto Cervantes en el istmo.
El 25 de octubre, ETA rompió su compromiso de no rearmarse; la banda terrorista robó 350 pistolas en Francia.
El 30 de diciembre, ETA atentó en el Aeropuerto de Madrid-Barajas. Una furgoneta bomba causó la muerte de dos personas (que se encontraban durmiendo en el coche y no oyeron la orden de desalojo), hirió a una veintena y provocó importantes destrozos en las infraestructuras del aeropuerto, así como suspensiones y retrasos en los vuelos.
En ese mismo día por la tarde, Zapatero compareció en la Moncloa para anunciar que suspendía el diálogo con ETA, no obstante, en una entrevista de enero de 2008 en el diario El Mundo afirmó que siguió negociando con ETA a pesar del atentado.
En el último trimestre del año 2006, la economía española creció al 4 % del PIB. En octubre de ese mismo año, la tasa de paro del tercer trimestre se situó en un 8,1 %, la tasa más baja desde 1979.
En esta época se aprueba la Ley 39/2006, de 14 de diciembre, de Promoción de la Autonomía Personal y Atención a las personas en situación de dependencia.

#### 2007

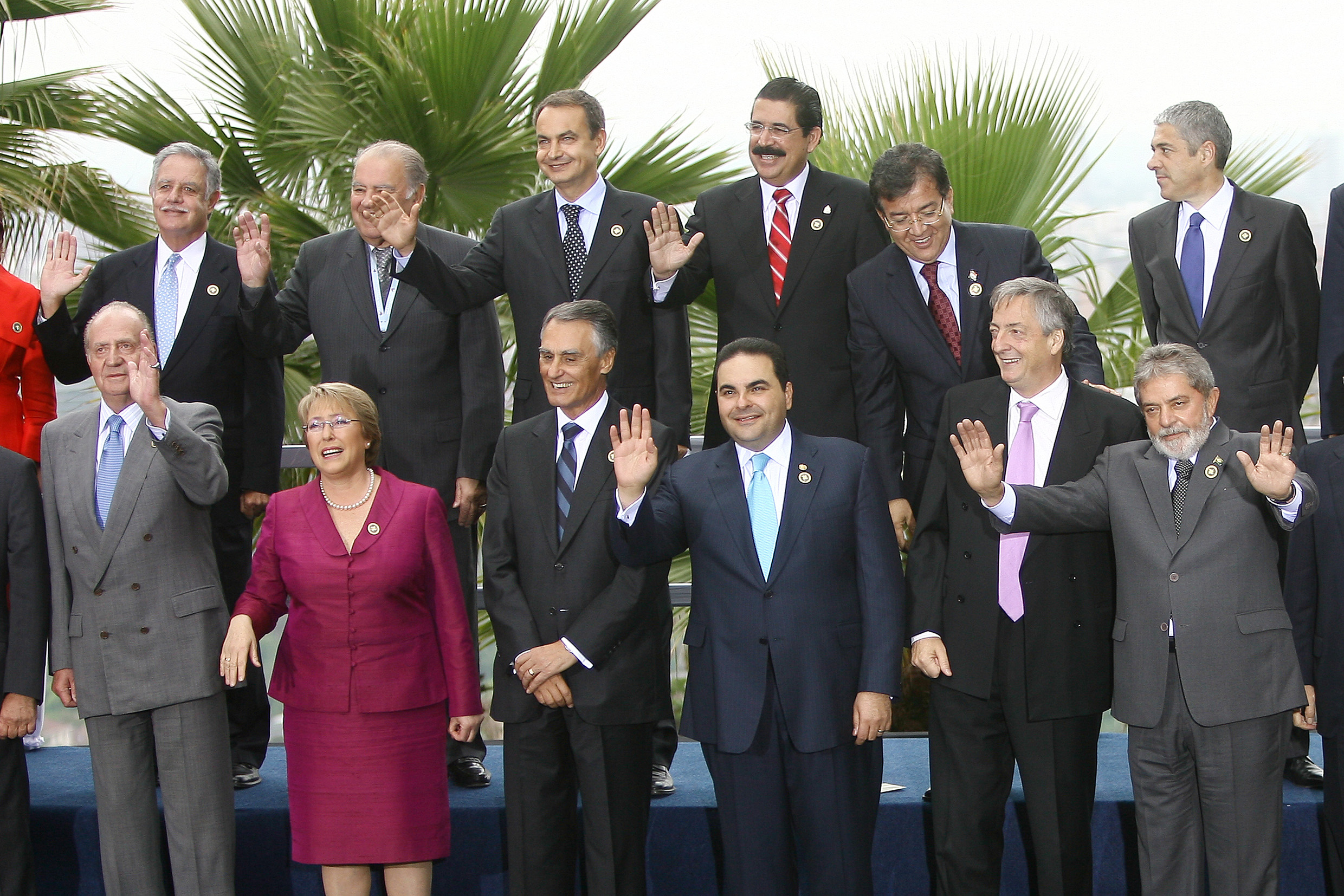
Parte de los dirigentes que estuvieron en la XVII Cumbre Iberoamericana, entre los que aparecen el Rey de España y Rodríguez Zapatero.

El ejecutivo de Zapatero logró estar por delante en los sondeos de voto realizados por el CIS, y en las encuestas de opinión de los distintos medios de comunicación durante toda la legislatura. Solo en algunos sondeos se llegaba al "empate técnico", no obstante, a medida que se acercaban las elecciones generales de 2008 se estrechaba el margen entre PSOE y PP.
El 19 de enero de 2007, un sondeo para la cadena SER situó la ventaja del PSOE sobre el PP en seis puntos. Dos días después, un sondeo para el diario La Vanguardia amplió la ventaja socialista hasta 7,2 puntos. Ya en mayo de ese mismo año se publicó el barómetro del CIS correspondiente al mes de abril, según el cual el PSOE aumentó su ventaja sobre el PP desde 1,2 hasta 3 puntos.
En las encuestas de valoración de políticos, Zapatero logró durante la legislatura el aprobado raspado, pasó del 6 al 5,2 en tres años, mientras que el resto de líderes políticos no alcanzaba el aprobado. En 2004 el líder de la oposición, Mariano Rajoy, ocupaba el 5, y tras tres años en la oposición bajo al 4,1.
El 7 de febrero, Juan Fernando López Aguilar fue sustituido por Mariano Fernández Bermejo en el Ministerio de Justicia.
El 15 de febrero, dio inicio el juicio oral contra los 29 acusados por la matanza terrorista del 11-M
Tres días después se realizó el referéndum para la reforma del estatuto andaluz, obteniendo un resultado favorable, pues el "sí" consiguió un respaldo mayoritario con el 87,45 % de los votantes, pero con una participación del 36,28 %.
El 1 de marzo, siguiendo el consejo y posterior resolución del tribunal de Estrasburgo de suprimir la doctrina parot, el gobierno concedió al terrorista Iñaki de Juana Chaos (autor de 25 asesinatos) la prisión atenuada. Este hecho provocó que el 10 de marzo se realizara una manifestación en Madrid organizada por el Partido Popular contra la decisión tomada por el ejecutivo socialista y contra su política antiterrorista, en esta no hubo un número exacto de manifestantes y variaron según las fuentes. El 2 de agosto del año siguiente, de Juana Chaos fue puesto en libertad tras haber cumplido 21 años en prisión, a pesar de haber sido condenado por más de 3000 años.
El 27 de mayo se celebraron elecciones municipales y autonómicas. Los resultados otorgaban la victoria en voto popular por un estrecho margen al Partido Popular con 7 916 075 votos (36,02 %) frente a los 7 760 948 votos (35,32 %) del PSOE. Se trataba de su primera victoria en unas elecciones de ámbito nacional desde el año 2000. Aunque el PSOE ganó en número de concejales con 24 029, frente a los 23 350 del PP. Las elecciones autonómicas verificaron que el margen entre los dos partidos se estrechaba progresivamente a medida que se acercaban las elecciones generales de 2008.
Cerca de seis meses después del atentado en el aeropuerto de Barajas donde murieron dos personas, ETA anunció de manera oficial, el 5 de junio, que daba por finalizado el alto el fuego de 439 días.

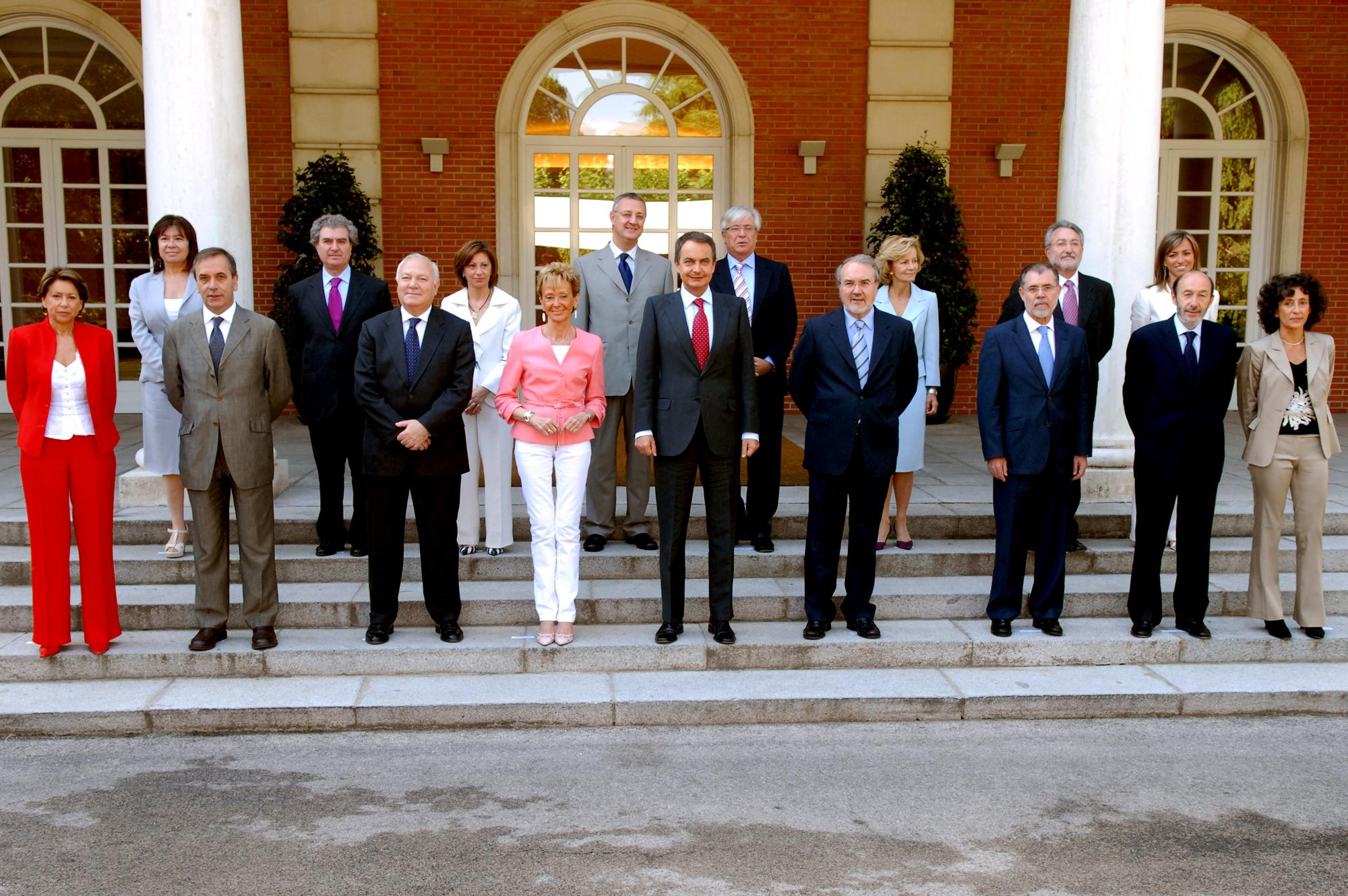
Primer Gobierno de José Luis Rodríguez Zapatero

El 7 de julio, Zapatero realizó la última remodelación de su ejecutivo en la Legislatura que ya tocaba a su fin, estos fueron los siguientes: el ministro de Administraciones Públicas, Jordi Sevilla, fue relevado por Elena Salgado. Salgado dejó Sanidad donde le sustituyó Bernat Soria. El entonces director del Instituto Cervantes, César Antonio Molina, se colocó al frente del Ministerio de Cultura. También dejó su cargo la ministra de Vivienda, María Antonia Trujillo. Cubrió su vacante Carme Chacón.
En agosto, el titular de Economía, Pedro Solbes ordenó la venta de un 32% de las reservas de oro que tenía en propiedad el Banco de España. En ese año la onza de oro cotizaba a 669 dólares, en abril de 2011 a 1508. Se produjo un incremento de su cotización del 125 %. Los 4,3 millones de onzas de oro fueron vendidas por 2867,7 millones de dólares y cuatro años después fueron valoradas por 6471,5 millones.
El día 31 de octubre, se hizo pública la sentencia del juicio de los atentados terroristas del 11-M, en ella se señaló que el apoyo de España en la guerra de Irak no fue el motivo del brutal atentado, no se supo quien o quienes fueron los autores intelectuales del 11-M de los cerca de 30 acusados solo tres fueron condenados como autores materiales, la sentencia absolvió a Rabei Osman Mohamed El Egipcio, que según la fiscal era el autor intelectual de la matanza y a otros seis acusados.
Ley de Memoria Histórica de España
Los días 9 y 10 del mes de noviembre, se celebró en Santiago de Chile la XXVII Cumbre Iberoamericana de Jefes de Estado y de Gobierno. Rodríguez Zapatero participó junto con los gobernantes de los diversos países de miembros en la cumbre, jugando un papel importante en los sucesos acontecidos en torno a la actuación del Presidente de Venezuela. En la cumbre, Hugo Chávez denunció una supuesta participación en el golpe de Estado en Venezuela de 2002 del gobierno de España, presidido a la sazón por José María Aznar a quien calificó de fascista, a lo que Zapatero contestó que «Se puede estar en las antípodas de una posición ideológica y no seré yo quien esté cerca de las ideas de Aznar, pero fue elegido por los españoles y exijo ese respeto». Ante las interrupciones del presidente de Venezuela, el rey Juan Carlos I le contestó «¿Por qué no te callas?», siendo este un suceso que trascendió en los medios de comunicación y provocó un importante fenómeno social, además de generar distintas opiniones. El expresidente José María Aznar agradeció por teléfono al rey y a José Luis Rodríguez Zapatero su apoyo en la cumbre.
El 1 de diciembre, cerca de un año después, ETA volvía a matar —por primera vez en su historia en territorio francés—. La organización terrorista asesinó a los guardias civiles, Raúl Centeno y Fernando Trapero en Capbreton (Francia).

### Elecciones generales de 2008

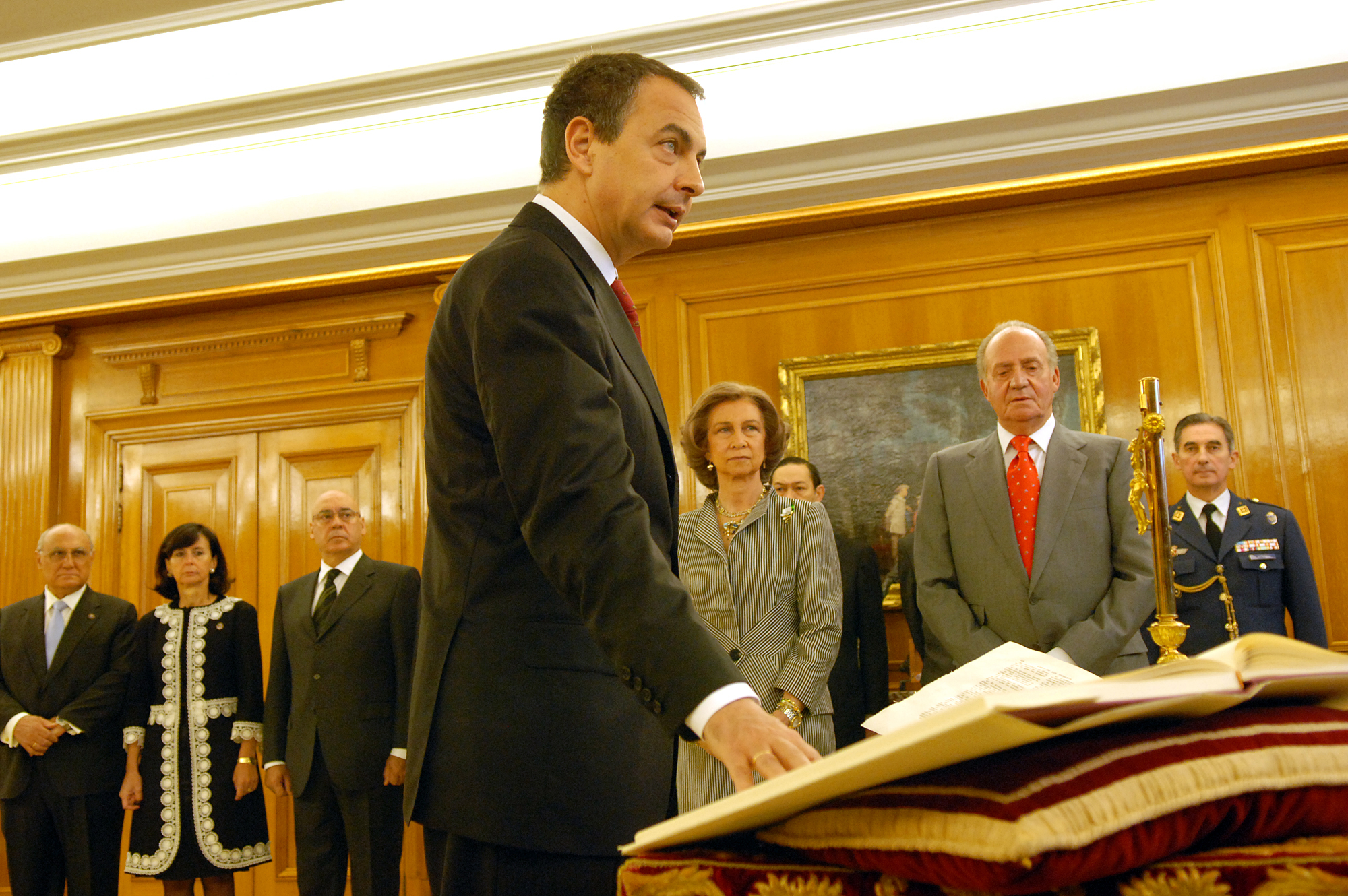
Rodríguez Zapatero prometiendo su cargo como presidente del Gobierno ante el rey Juan Carlos I.

El 22 de febrero de 2008 comenzó la campaña electoral que según las encuestas realizadas por el CIS entre los meses de enero y febrero de ese mismo año Tras haber sido entrevistado en el canal de televisión Cuatro por el periodista Iñaki Gabilondo y cuando se estaba cerrando su emisión Gabilondo le preguntó «¿Qué pinta tienen los sondeos que tenéis?» y Zapatero le contestó (sin saber que estaban siendo grabados) «Bien, sin problemas, lo que pasa es que nos conviene que haya tensión».
Tres días después, el 25 de febrero, ocurre el primer debate Rajoy-Zapatero.
Durante la campaña electoral, el Partido Popular basó sus críticas al ejecutivo socialista en las negociaciones mantenidas con la organización terrorista ETA. Por su parte, el PSOE centró sus argumentos en el crecimiento exhibido en la economía española en la anterior legislatura. Uno de sus lemas electorales «Por el pleno empleo».
El 7 de marzo la banda terrorista ETA asesinaba al exconcejal del PSE en la localidad guipuzcoana de Mondragón Isaías Carrasco. Debido a este atentado mortal, Zapatero acordó con el PP suspender los actos de cierre de la campaña electoral en señal de duelo y repulsa.
Dos días después el 9 de marzo se celebraron las décimas elecciones generales desde la instauración de la democracia en España. En ellas volvió a vencer el PSOE con 169 escaños que por primera vez en su historia superaba los 11 millones de votos. A pesar de ello se quedó a 7 diputados de la mayoría absoluta. El Partido Popular logró más de un 40 % de los votos y 154 diputados —el mejor resultado obtenido nunca por un partido que estaría en la oposición—. Entre las dos fuerzas políticas más importantes de España sumaban 322 de los 350 diputados que componían el Congreso de los Diputados. Significó el mayor apogeo del bipartidismo. Los 25 escaños y el más de millón y medio de votos provenientes de Cataluña fueron decisivos para la reelección de Zapatero. En ese momento España, Portugal y Chipre eran los únicos países gobernados por los socialistas.

### IX Legislatura (2008-2011)

#### 2008
Tras las elecciones del 9 de marzo, antes del inicio de la IX Legislatura, Zapatero afirmó que sus prioridades serán "la lucha contra la desaceleración económica" y "acordar con el PP y con los demás grupos la política antiterrorista, la reforma constitucional y la renovación de la justicia". De la misma forma tratará de consolidar la política social llevada a cabo en la anterior legislatura.
Zapatero no logró la mayoría absoluta en la investidura por lo que se sometió a una nueva votación el día 11 de abril, en la que fue investido Presidente del Gobierno por mayoría simple. En esta segunda vuelta obtuvo 169 votos a favor (PSOE), 158 en contra (Partido Popular, Esquerra Republicana de Catalunya y UPyD) y 23 abstenciones (CiU, PNV, IU, ICV, BNG, CC, NaBai).
El 13 de abril, tras prometer su cargo ante el rey Juan Carlos I, José Luis Rodríguez Zapatero anunció oficialmente las personas que se sentarán en el Consejo de Ministros. Es la primera vez en la historia de España que el Consejo de Ministros está formado por una mayoría de mujeres (9 ministras frente a 8 ministros).
También, por primera vez, una mujer ocupaba el Ministerio de Defensa; Carme Chacón. Un nuevo ministerio creado, el de Igualdad, tuvo como ministra a la mujer más joven en democracia, Bibiana Aído, con treinta y un años.

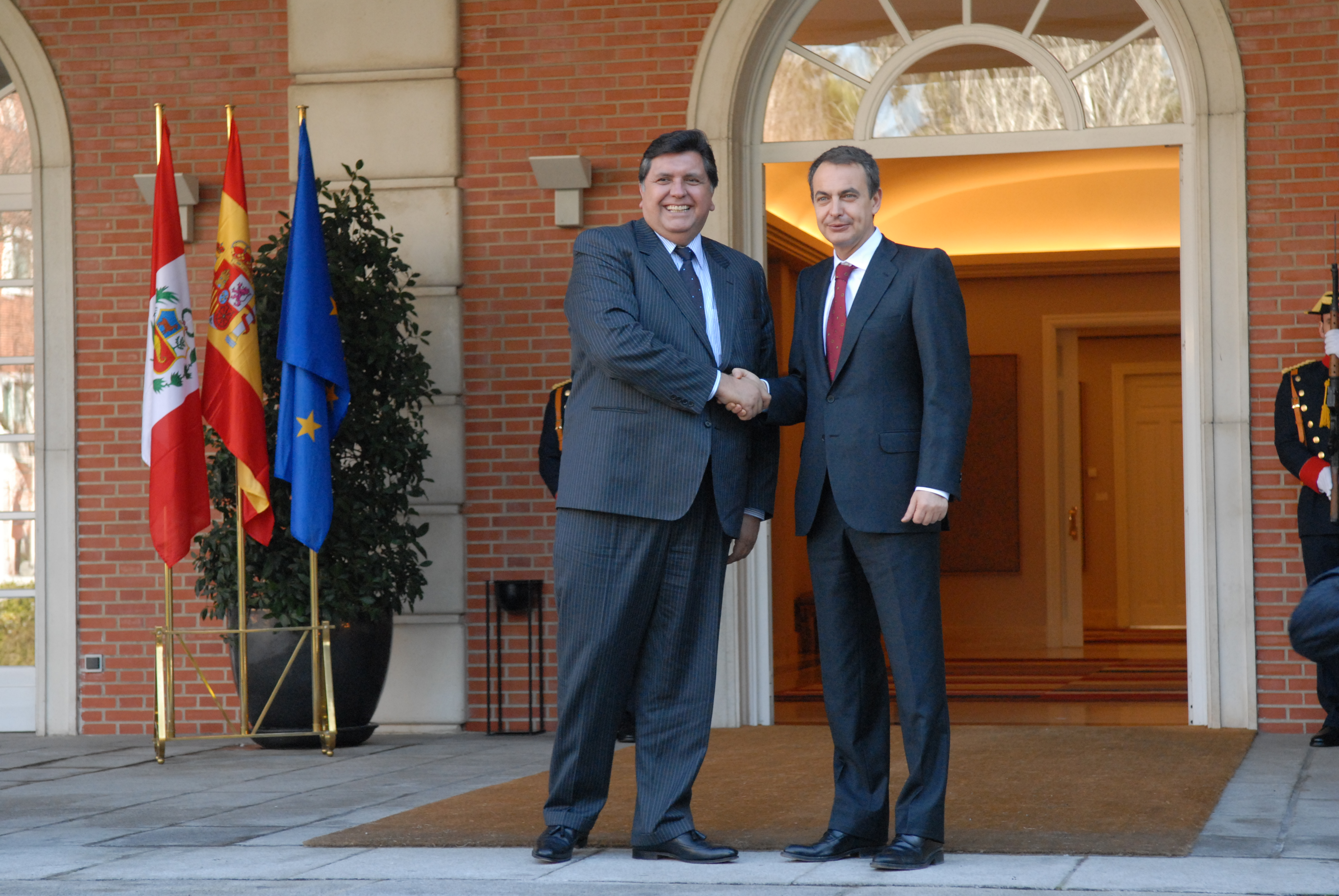
Zapatero se reúne con Alan García, presidente del Perú.

El barómetro del CIS realizado a finales de abril, y publicado en mayo, indicó nuevamente que Rodríguez Zapatero seguía siendo el político mejor valorado por los encuestados. El líder del PP, Mariano Rajoy, mejoró su nota media, que pasó del 3,95 obtenido en vísperas de las elecciones a un 4,24, pero siguió distanciado del presidente del Gobierno, Zapatero, que logró una puntuación de 5,58, que sube en 22 centésimas la que tenía antes del 9 de marzo.
El 20 de mayo, en una operación conjunta entre la Gendarmería francesa y la Guardia Civil fue detenido en Burdeos (Francia) el terrorista Francisco Javier López Peña «Thierry», considerado el «número uno» de ETA que se encontraba en busca y captura desde 1983. Este etarra fue quien ordenó romper la tregua de 2006 con el atentado en el aparcamiento del aeropuerto de Barajas. 19 días antes de que ETA cometiera esa acción terrorista y acabara con la vida de dos personas, durante las negociaciones entre él y Jesús Eguiguren (representante del gobierno español) en Oslo (Noruega) amenazó con la siguiente frase: «Si se rompe el proceso, esto (refiriéndose a España) va a ser Vietnam».
Durante cerca de tres meses, entre el 14 de junio y el 14 de septiembre, Zaragoza celebró una Exposición Internacional. Su clausura, coincidió con el estallido de la crisis económica mundial (al día siguiente caía Lehman Brothers), a la que se sumó una gravísima crisis tanto económica, financiera e inmobiliaria en España.
En 2007, la construcción, convertida en el principal motor de crecimiento del país, daba muestras de debilidad, ya que a finales de ese año, aumentaron las pérdidas en las inmobiliarias en 203,4 millones de euros. La «burbuja inmobiliaria» había estallado.

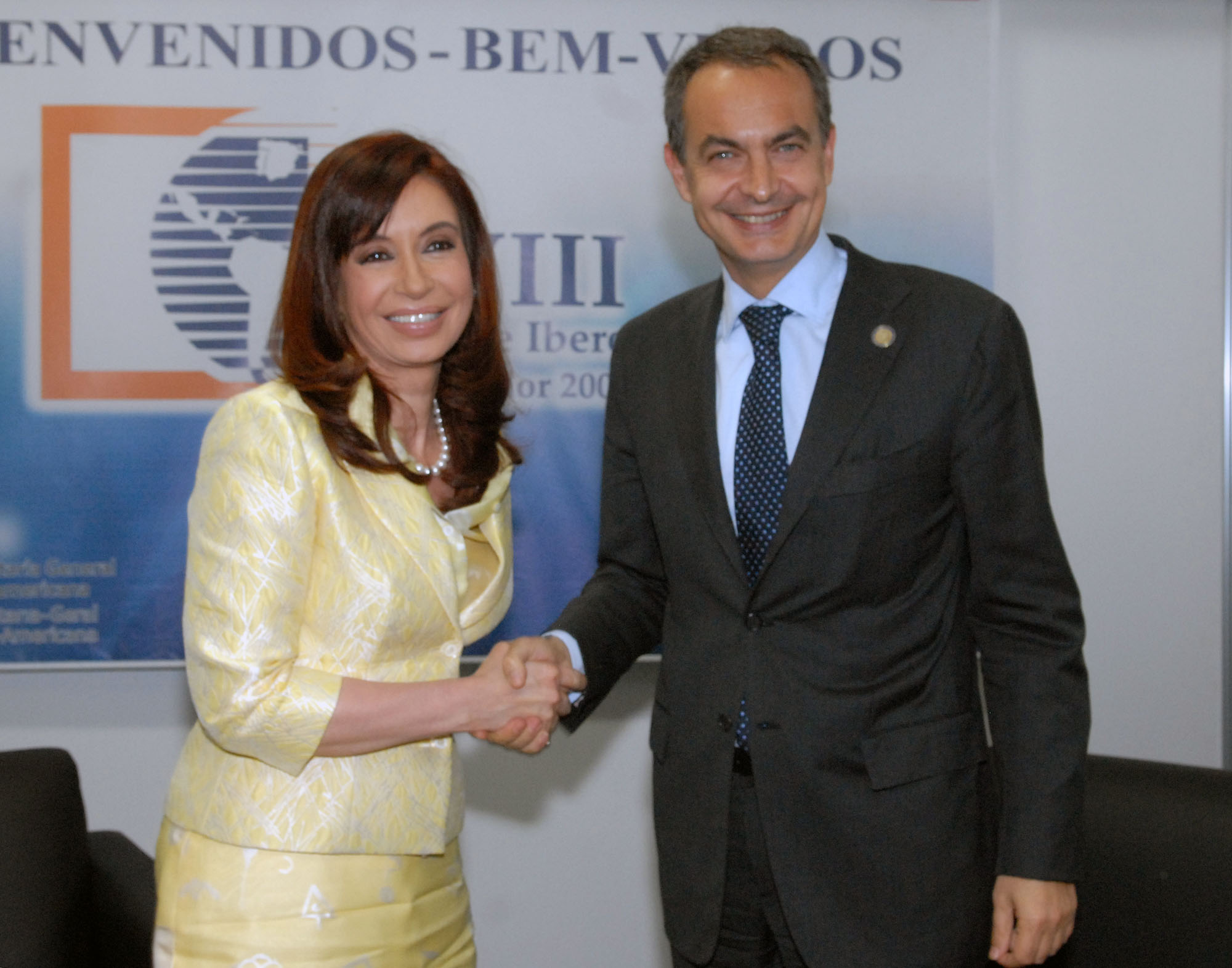
Zapatero con la presidenta de Argentina, Cristina Fernández de Kirchner.

En enero de 2008, se conoció que la economía vivía su peor momento en la Legislatura, la inflación había subido hasta el 4,3 % y el desempleo registró el mayor aumento en cinco años. En ese mismo mes, el día 14, El Mundo publicó una entrevista que le realizó el director del diario, Pedro J. Ramírez a Zapatero, en esta aseguró «que era una falacia. Puro catastrofismo» (que hubiera un escenario de crisis económica por delante). Además, la Bolsa vivió su peor mes de enero en 130 años. Para finalizar, ese mismo mes de enero se produjo la mayor subida mensual de desempleados en su historia (más de 132 000 parados) y la Encuesta de Población Activa (EPA), indicó que empezaba a haber indicios de destrucción de empleo.
Al mes siguiente, hubo un debate televisado entre los dos principales responsables económicos de los dos grandes partidos nacionales en plena campaña electoral, Solbes (PSOE) y Manuel Pizarro (PP). En este, Pizarro hablaba por primera vez de crisis económica, lo que negó el entonces titular de Economía, Solbes. En el segundo debate televisado entre Zapatero y Rajoy, Zapatero prometió alcanzar el pleno empleo en la nueva Legislatura (la IX).
Tras las elecciones del 9-M, empezaban a apreciarse graves síntomas de un empeoramiento económico, como el hundimiento de la venta de automóviles y muy especialmente el agravamiento de la crisis inmobiliaria, ya que el mercado de la vivienda se derrumbó más de un 25 % en febrero. Ello significó que 650 000 pisos no pudieron ser vendidos. En abril, por primera vez desde 1996, aumentaba el número de parados.
Por primera vez desde 1979, el desempleo subió en mayo. En ese mismo mes, se anunció el día 22, que el Euríbor superaba el 5 % y se situaba en el nivel más alto desde el año 2000.

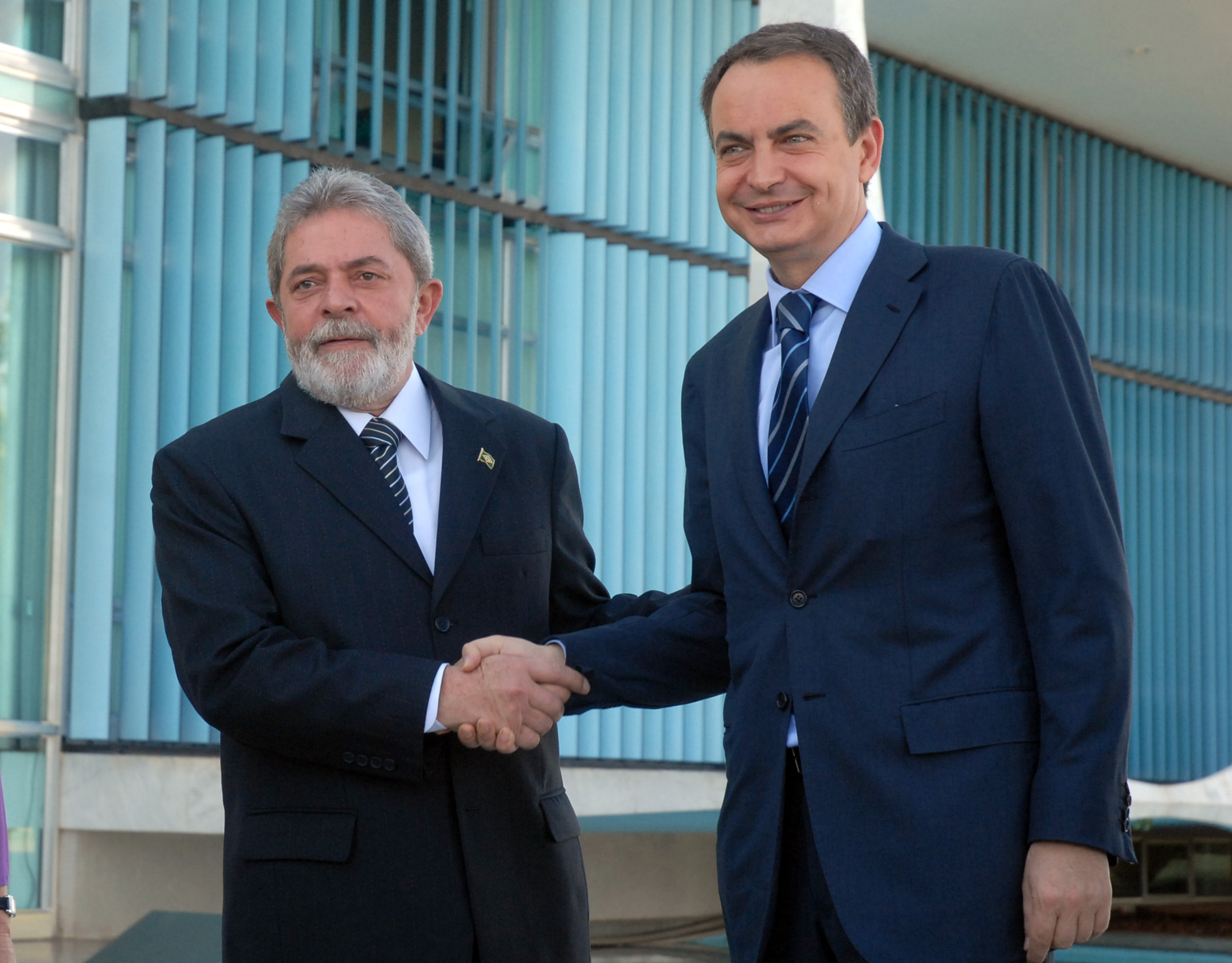
Zapatero con el presidente de Brasil, Lula da Silva en abril de 2008.

Durante los días 9 de junio hasta el 16, aconteció una huelga de transportistas. A finales de ese mes, la inflación batió el récord histórico al situarse al 5,1 % y por primera vez en una década, el precio de la vivienda nueva caía en todas las capitales de provincia (durante el primer semestre de ese año). A pesar de que no paraban de apreciarse todos estos datos económicos, Zapatero dijo en una entrevista en El País, lo siguiente: «Como todo, es opinable» (contestación a la pregunta «¿Hay crisis o no hay crisis?»). En junio, los impagos comerciales se incrementaron un 118 % (una deuda de más de 1820 millones de euros).
El 14 de julio, una de las mayores inmobiliarias del país, Martinsa-Fadesa, entró en suspensión de pagos. Hasta el mes de agosto, se negó por parte del gobierno la crisis económica. En noviembre de 2013, Solbes reconoció que no se empezaron a tomar medidas por parte del ejecutivo hasta el mes siguiente de ese año.
En agosto, el número de desempleados fue de 103 085 personas, por primera vez desde 1998 se superaban los 2,5 millones de parados y se trató del peor dato en ese mes desde 1979. También en ese mes, se hizo público que la red de agencias inmobiliarias se reducía a la mitad en solo seis meses. Se anunció que el déficit exterior fue de un 10,65 % del PIB en el primer semestre del año. Era el segundo mayor endeudamiento externo del mundo (solo por detrás de los Estados Unidos).
En octubre, el IBEX 35 vivió su peor sesión (9,14 %), su peor semana y su peor año desde su creación y también se registró el mayor aumento del paro de la historia en un solo mes, con cerca de 193 000 nuevos desempleados. La construcción de pisos caería en 2009 a niveles de 1960. Por primera vez, desde la crisis del 93, España destruía empleo.
La Seguridad Social vivió el peor mes de noviembre de su historia tras sufrir una caída del 3,46 % en tasa interanual. La crisis llevó a Zapatero a su peor nota como jefe de Gobierno, según una encuesta del Centro de Investigaciones Sociológicas (CIS).

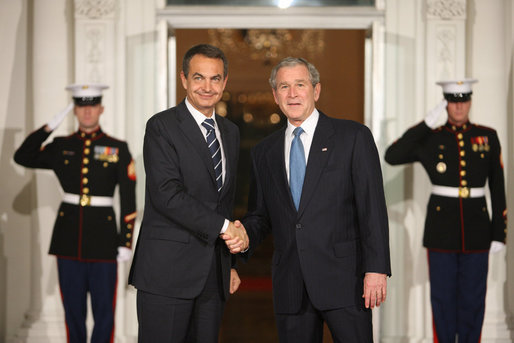
El presidente de los Estados Unidos, George W. Bush recibe a Zapatero en la Casa Blanca por motivo de la cumbre extraordinaria del G-20 en Washington.

A finales de ese mismo mes, casi un mes después de que estallara la crisis financiera mundial (la peor que vivía el mundo desde el Crack del 29), el presidente estadounidense, George W. Bush, acordó la celebración de una cumbre en Washington para que los gobiernos del G-8 y del G-20 trataran de ésta. En un principio, España no fue invitada a ella (esto se debió en gran parte a la pérdida de peso internacional bajo la presidencia de Zapatero) a pesar del apoyo que le mostraron para su presencia, Francia y la Comisión Europea, pero finalmente el Gobierno francés anunció la asistencia de España, tras cederle una de las sillas que le correspondían por su presidencia de turno de la UE y como miembro del G-8. Cuatro años y ocho meses después de que Zapatero asumiera la presidencia del Gobierno, pisaba por fin la Casa Blanca, a pesar de la fría relación que mantenía con su homólogo estadounidense. En la cumbre de Washington, Zapatero apoyó la aplicación de un plan de estímulos fiscales coordinado, una atención a la economía real y una mayor transparencia de las operaciones financieras. El resultado más tangible del encuentro probablemente será un aumento de las contribuciones al Fondo Monetario Internacional (FMI), para que actúe en consecuencia si las cuentas de un país lo necesitan.
El 17 de noviembre, fue detenido por la policía francesa en Cauterets (Francia) el máximo responsable del aparato militar de ETA, Mikel Garikoitz Aspiazu, alias Txeroki.
El año terminaba, el 31 de diciembre con un atentado de ETA con una furgoneta bomba contra las instalaciones de la televisión vasca (EiTB) en Bilbao. Por fortuna, no hubo que lamentar muertos ni heridos.
La organización terrorista había asesinado en ese año 2008 a cuatro personas: Isaías Carrasco, Juan Manuel Piñuel (14 de mayo), Luis Conde de la Cruz (22 de septiembre) y a Ignacio Uria Mendizabal (3 de diciembre).

#### 2009
El 19 de enero, la agencia Standard & Poor's (S&P) rebajaba la calificación crediticia del Estado, quitándole la triple A. La economía española retrocedió en los últimos tres meses de 2008 un 1,1 %, la mayor caída intertrimestral desde 1960. En ese mismo año, el número de desempleados había aumentado en un millón de personas y la actividad industrial registró la peor caída en 16 años (desde 1993). El 24 de abril, se publicaron los datos de la EPA sobre la tasa de paro del primer trimestre de 2009. España alcanzó por primera vez los cuatro millones de parados (17,3 %). Desde 2008, el número de desempleados había crecido en 1 836 500 personas (un aumento del 84,4 % interanual), se habían destruido cerca de 2 millones de puestos de trabajo. Añadir para finalizar que por primera vez en trece años España frenó su convergencia de renta «per cápita» con las principales potencias de la eurozona.
Ante las cifras y los datos tan negativos que daba la economía española, Zapatero anunció el 14 de enero, el Plan E, cuyo principal objetivo era la lucha contra el desempleo. El plan de inversión en infraestructuras para los ayuntamientos estableció un requisito fundamental para que recibieran los más de 8000 millones de euros, este era la colocación de un cartel de propaganda del gobierno. Uno de los destinos económicos de ese plan fue para construir un spa rural por 350 000 euros. Dicho Plan costó más de 50 000 millones de euros (lo que supuso el segundo mayor gasto público de todas las economías desarrolladas) y apenas dio resultado en la creación de puestos de trabajo.
El 23 de febrero, presentaba su dimisión el titular de Justicia, Mariano Fernández Bermejo, después del escándalo político que se produjo por la participación del ministro en una cacería en Jaén junto al juez Baltasar Garzón, además de a este suceso, hubo de sumarle que el 19 de febrero, se llevó a cabo en todo el país, por primera vez en la Historia, una huelga en Justicia, que secundó la mitad de los jueces. Su sustituto en el cargo fue Francisco Caamaño.
El 1 de marzo, tuvieron lugar en el País Vasco y Galicia elecciones autonómicas, y en ambas se produjeron relevos en sus gobiernos. En Galicia, el Partido Popular conseguía la mayoría absoluta y eso llevaba a Alberto Núñez Feijóo a la presidencia de la Junta de Galicia. En el País Vasco, venció el PNV de Ibarretxe, pero los partidos no nacionalistas sumaban los 38 diputados que daban la mayoría absoluta, gracias en gran parte a la fuerte subida del PSE, que de 18 pasó a 25 escaños. El 7 de mayo, el socialista Patxi López tomó posesión como lehendakari, el primero tras más de treinta años que no era nacionalista. Esto sucedió tras el apoyo en su investidura del PSE, del PP y de UPyD.
El 19 de ese mismo mes, España retiró sus tropas de Kosovo, lo que fue criticado por la OTAN por su precipitación.
El 29 de marzo, el gobierno rescató con 9000 millones de euros a Caja Castilla-La Mancha ante su falta de liquidez que hacía peligrar la vialidad de la entidad. La medida motivó una mayor presión para las pequeñas Cajas existentes en España, a las que el gobierno se apremió para que reestructuran su funcionamiento y emprendieran procesos de fusión para evitar la quiebra, para lo cual se aprobó un decreto ley que regulaba el sistema financiero y creaba el Fondo de Reestructuración Ordenada Bancaria (FROB) —el cual fue aprobado en un Pleno del Congreso con los votos del PSOE, el PP y Coalición Canaria (8 de julio)—.

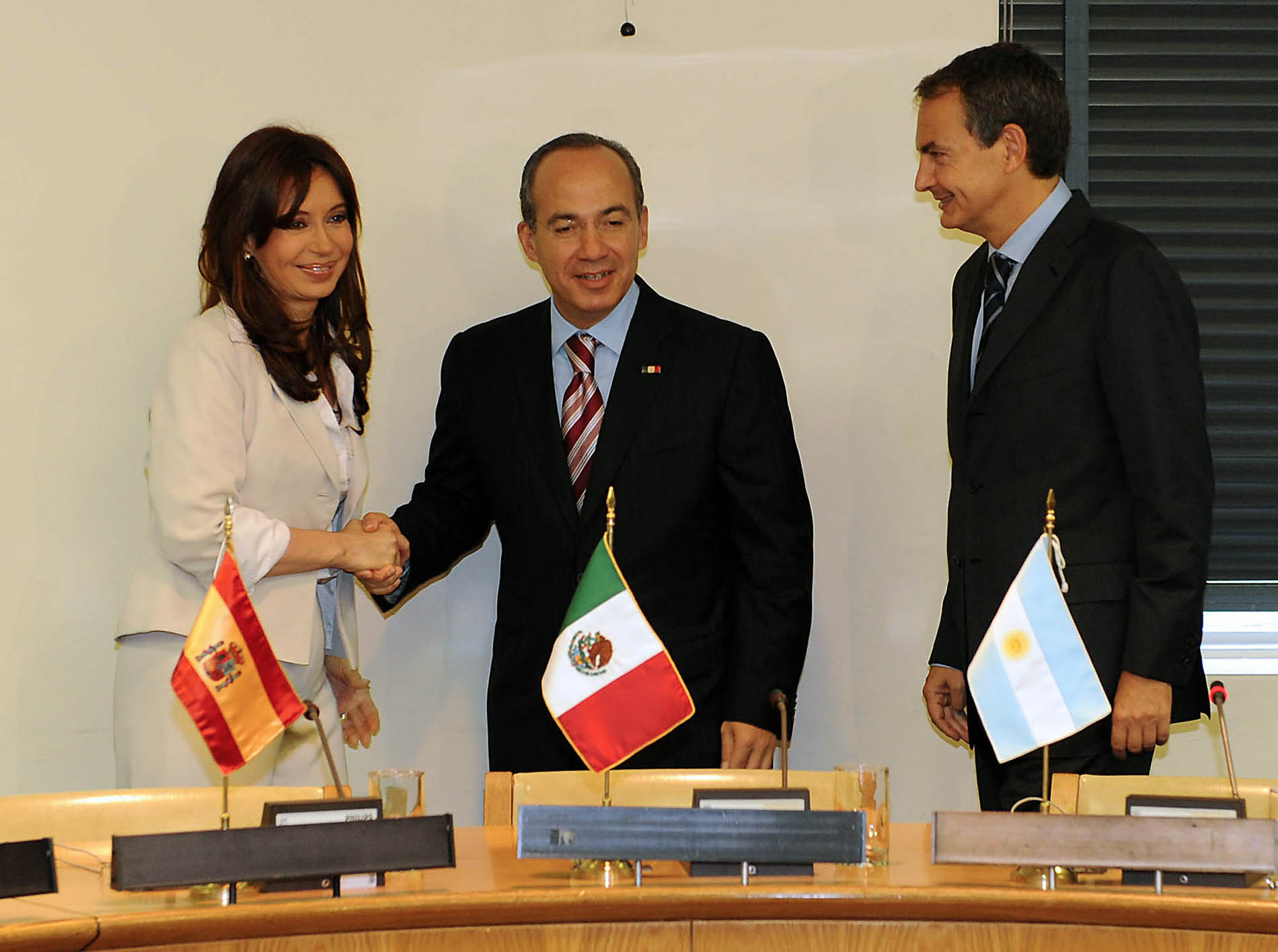
Reunión con Cristina Fernández y Felipe Calderón en Nueva York.

El 7 de abril, Zapatero hacía pública en una rueda de prensa convocada para la ocasión una remodelación del Gobierno por la cual Pedro Solbes abandonaba la Vicepresidencia Segunda del Gobierno y el Ministerio de Economía y Hacienda de España siendo sustituido por Elena Salgado, que a su vez abandonaba el Ministerio de Administraciones Públicas. Asimismo Ángeles González Sinde sustituía a César Antonio Molina al frente del Ministerio de Cultura, José Blanco a Magdalena Álvarez al frente del Ministerio de Fomento, Ángel Gabilondo a Mercedes Cabrera Calvo-Sotelo al frente del Ministerio de Educación, Política Social y Deporte y Trinidad Jiménez a Bernat Soria al frente del Ministerio de Sanidad y Consumo. También se incorporaba al Gobierno el hasta ese momento presidente de la Junta de Andalucía Manuel Chaves como vicepresidente tercero y ministro de Política Territorial.
El 7 de junio tuvieron lugar las elecciones al Parlamento Europeo, en las que el Partido Popular encabezado por Mayor Oreja las ganó por 23 eurodiputados (42,23 % de los votos) frente al PSOE (21 escaños y 38,51 % de los votos). Los socialista perdieron más de 700 000 votos respecto a la cita electoral de hacía cinco años.
El 19 de junio, la banda terrorista ETA perpetró un atentado que acabó con la vida del inspector de la Policía Nacional, Eduardo Puelles. El 30 de julio, ETA cometió otro atentado en Palmanova en donde fueron asesinados dos guardias civiles, Carlos Sáenz de Tejada y Diego Salva.

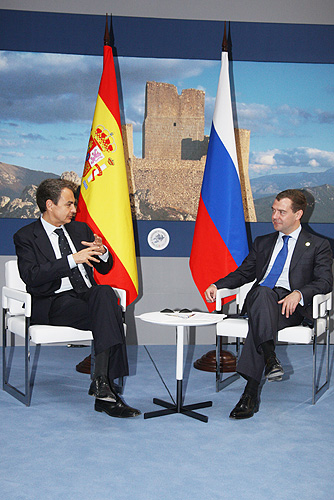
Zapatero con el presidente de Rusia, Dmitri Medvédev en L'Aquila (Italia) durante la 35.ª Cumbre del G8 en el año 2009.

Una de las principales polémicas de ese año fue la huelga de hambre de la activista saharaui Aminetu Haidar que llegó a la isla de Lanzarote contra su voluntad tras no haber sido aceptada en Marruecos que le retiró el pasaporte. Pese a que el ministro Moratinos reconoció que había sido informado de la expulsión un día antes, no se pudo evitar su entrada en Canarias. El caso duró 32 días, hasta que finalmente la presión social y diplomática por parte de España, Francia y los Estados Unidos consiguieron que Marruecos aceptase el retorno de la activista. Sin embargo, el Gobierno de Zapatero tuvo que emitir un comunicado constatando la soberanía de las leyes marroquíes en el territorio del Sahara Occidental.
También se produjo durante ese año el secuestro del atunero Alakrana en aguas de Somalia. Durante cuarenta y siete días, el barco estuvo en manos de piratas, hasta que finalmente fueron liberados el día 17 de noviembre, tras pagarse un rescate de 2,3 millones de euros. Otro secuestro se produjo en Mauritania, donde el 29 de noviembre, pocos días después de la liberación del atunero en África, tres cooperantes españoles cayeron en manos de la organización terrorista Al Qaeda. Al año siguiente, el 23 de agosto, Rodríguez Zapatero
El año 2009 fue el peor para la economía española durante la crisis, ya que al finalizar España lideraba la destrucción de empleo en la eurozona. El número total de desempleados rozaba los 4,4 millones de personas, de los cuales 1,4 carecían de prestación por desempleo. En el último mes del año el paro aumento en 55 000 personas, situándose en el 18,8 %, hasta llegar a los niveles en los que se encontraba al comienzo del mandato de José María Aznar. La subida del desempleo en 2009 fue la segunda mayor en un solo año desde 1996, en el inicio de la serie histórica comparable. La caída global del PIB fue de un 3,6%, la más alta en décadas, mientras se acumulaban seis trimestres consecutivos de caídas. El mercado laboral, por su parte, retrocedió a niveles de 2004, perdiendo más de 700 000 afiliados. El déficit alcanzó el 9,49 % del PIB, más de 87 000 millones de euros. Una de las medidas que tomó el Gobierno para aumentar sus ingresos fue la subida del IVA en dos puntos hasta el 18%. Esta medida causó una gran polémica, y sindicatos, empresarios y algunos partidos políticos se opusieron a la medida, argumentando que la carga caería sobre los trabajadores, que sectores como el turismo y el comercio se verían perjudicados y que reduciría el consumo aumentando el desempleo.

#### 2010

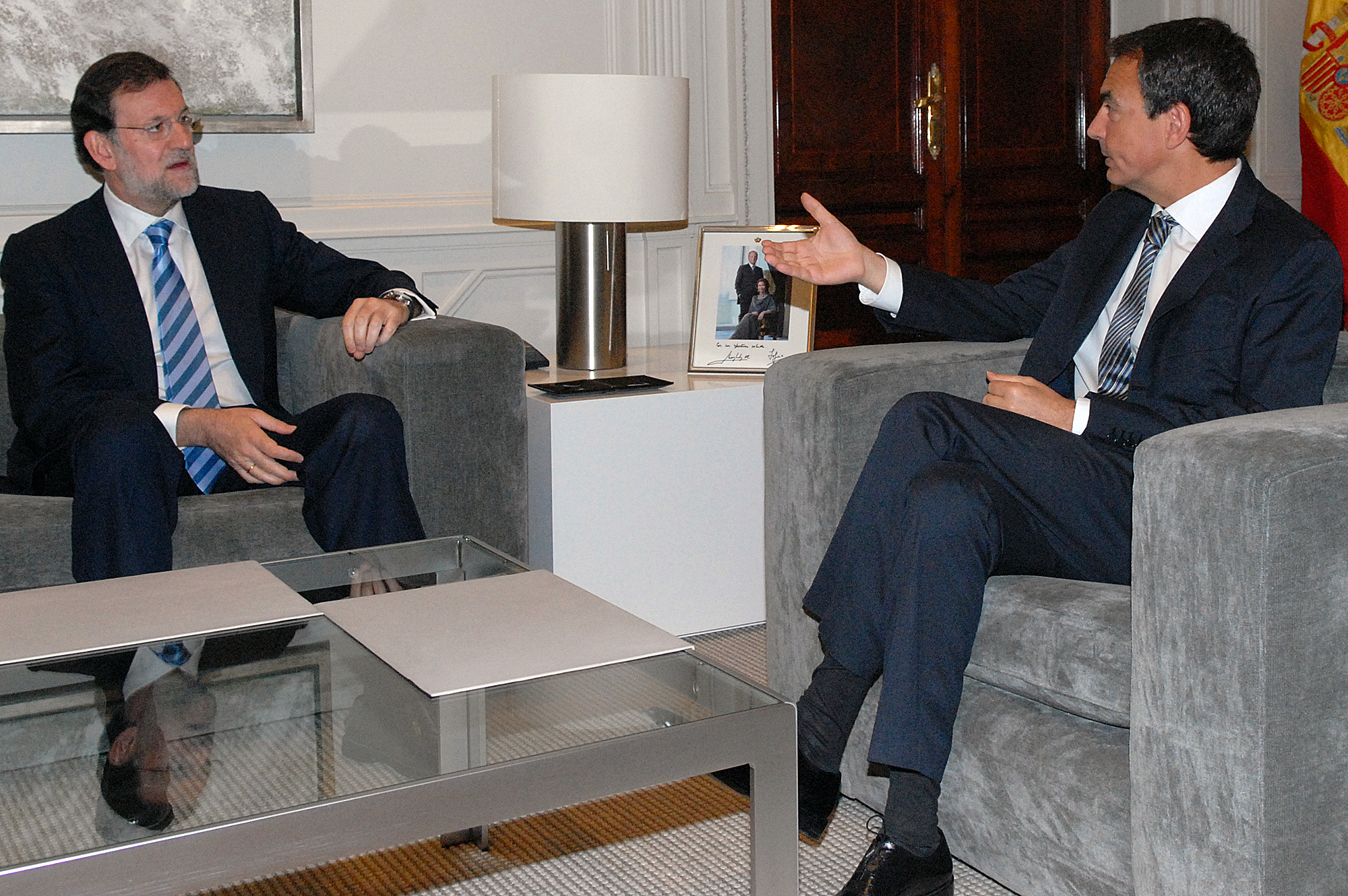
Zapatero y Mariano Rajoy durante un encuentro entre ambos realizado el 5 de mayo de 2010 en el Palacio de la Moncloa.

Desde el 1 de enero de 2010, España presidió durante 6 meses hasta el 30 de junio, la Presidencia de la Unión Europea de turno, cuyo presidente de turno fue Rodríguez Zapatero junto con el presidente permanente de la UE, Herman Van Rompuy.
El año 2010 se inició con la crisis económica y la polémica sobre la subida del IVA. Asimismo, el Gobierno propuso el aumento de la edad de jubilación hasta los 67 años. La medida trajo consigo un fuerte rechazo social, tanto por parte de la totalidad de los partidos de la oposición como por parte de los sindicatos, que convocaron movilizaciones para el día 23 de febrero, calificando la subida como "innecesaria", "injustificada" o incluso como "estafa a los ciudadanos". Incluso personas en el seno del PSOE la calificaron como "inasumible". Por otro lado, también se propuso por parte del Gobierno aumentar a 25 años el periodo para calcular las pensiones, aunque esta proposición fue retirada poco después. Finalmente, decidió no continuar en su intento de aumentar la edad de jubilación, pese a no retirar oficialmente la propuesta, dejando el plan al próximo Gobierno debido a la fuerte presión social y al rechazo mayoritario por parte de la población.
Ese año el paro continuó aumentando hasta rozar los 4,6 millones de personas en febrero. Ese mismo año el Congreso de los Diputados aprobó continuar con la subida del IVA a pesar de una moción del PP contra la medida que fue apoyada por la mayoría de los grupos. Sin embargo, finalmente el Gobierno consiguió salvar la propuesta gracias al apoyo del PNV y Coalición Canaria por un estrecho margen de 176 votos en contra de la supresión de la medida y 170 que apoyaban que no continuase adelante.
El 16 de marzo, la organización terrorista ETA asesinaba por primera vez a un gendarme francés.

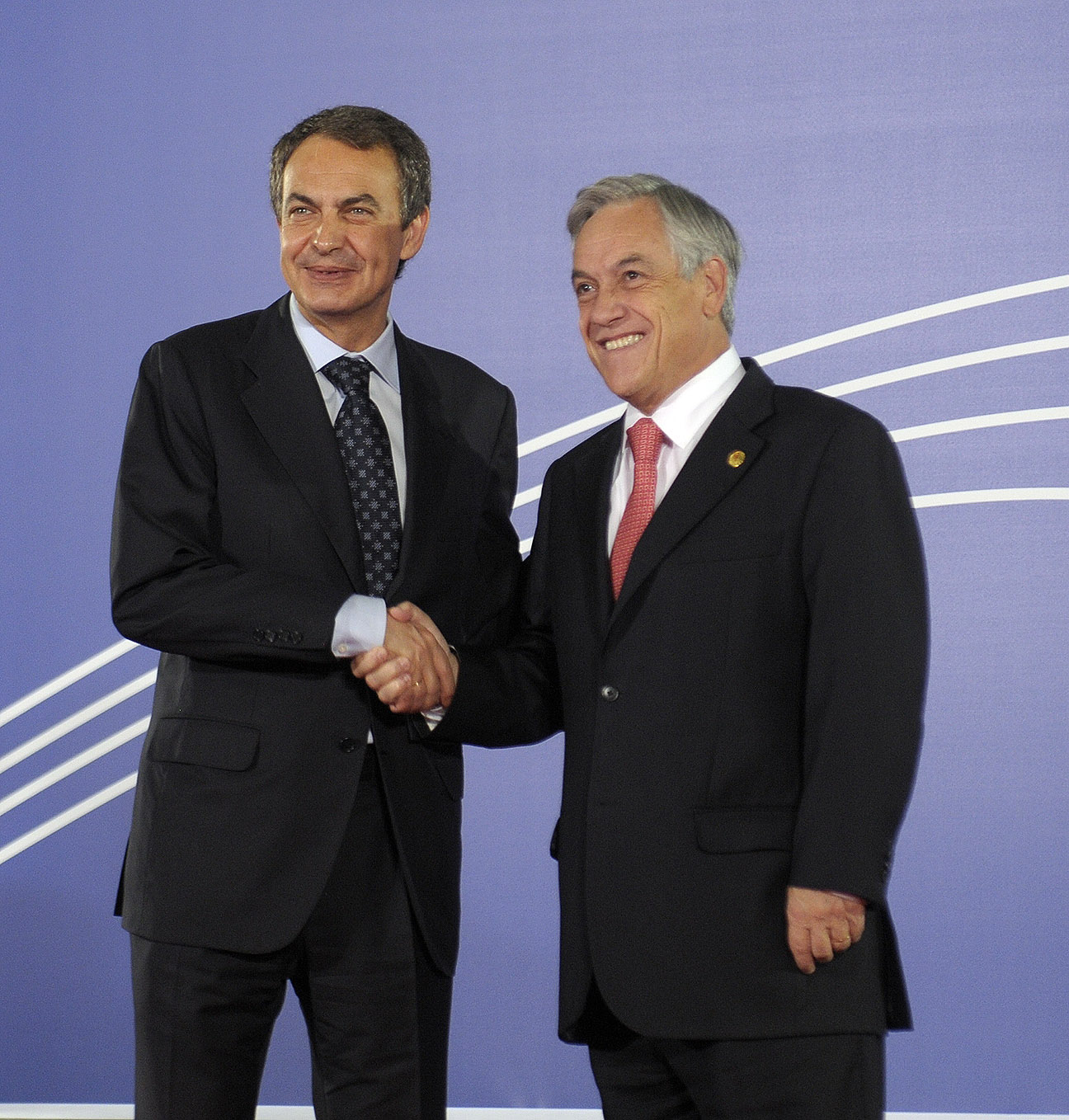
Zapatero junto al presidente de Chile, Sebastián Piñera, durante la VI Cumbre América Latina, el Caribe y la Unión Europea celebrada en Madrid.

A principios del mes de mayo, se unieron varios factores económicos muy negativos: Grecia estaba al borde de la quiebra y el peligro de contagio a otras naciones era muy elevado. En este marco, en una cumbre extraordinaria de mandatarios de la UE celebrada el 7 de mayo se aprobó la creación de un fondo de rescate para países con dificultades económicas muy graves, pero al mismo tiempo y como aval, se exigía a los países miembros un mayor esfuerzo para reducir su deuda pública. Zapatero se comprometió a tomar medidas contra el déficit, incluso, recibió una llamada del presidente de los Estados Unidos, Barack Obama en el que le pedía que realizara dichas medidas. El 9 de mayo, la ministra de Economía y Hacienda, Elena Salgado, fue la encargada de ofrecer las cifras concretas. Estas eran: un recorte adicional del gasto de 15 000 millones de euros para contener el déficit de 2010 y 2011.
El día 12, Zapatero anunció en sesión en el Congreso el mayor plan de ajuste económico en democracia: se reducía el salario de los funcionarios en un 5 % y los congelaría en 2011, junto a las pensiones. Asimismo, el Estado recortó un total de 6000 millones de euros en inversiones, suprimió el cheque bebé y redujo el gasto en ayuda al desarrollo en 600 millones. Estas medidas fueron fuertemente criticadas por la oposición, tanto desde el PP como desde grupos minoritarios como el PNV, IU, ERC o UPyD, que acusaron al Gobierno de hacer pagar la crisis a los más débiles y calificaron el recorte de "injusto", "insuficiente" e "improvisado". Finalmente, el Congreso aprobó las medidas, aunque con el único apoyo de los diputados del PSOE (169) el voto en contra del PP, PNV, IU-ICV, ERC, BNG, UPyD y Nafarroa Bai (168) y gracias a la abstención de CIU, Coalición Canaria y UPN (13). Sin embargo, todos los grupos de la oposición, incluso los que no votaron en contra se mostraron muy críticos con la gestión económica del Ejecutivo.

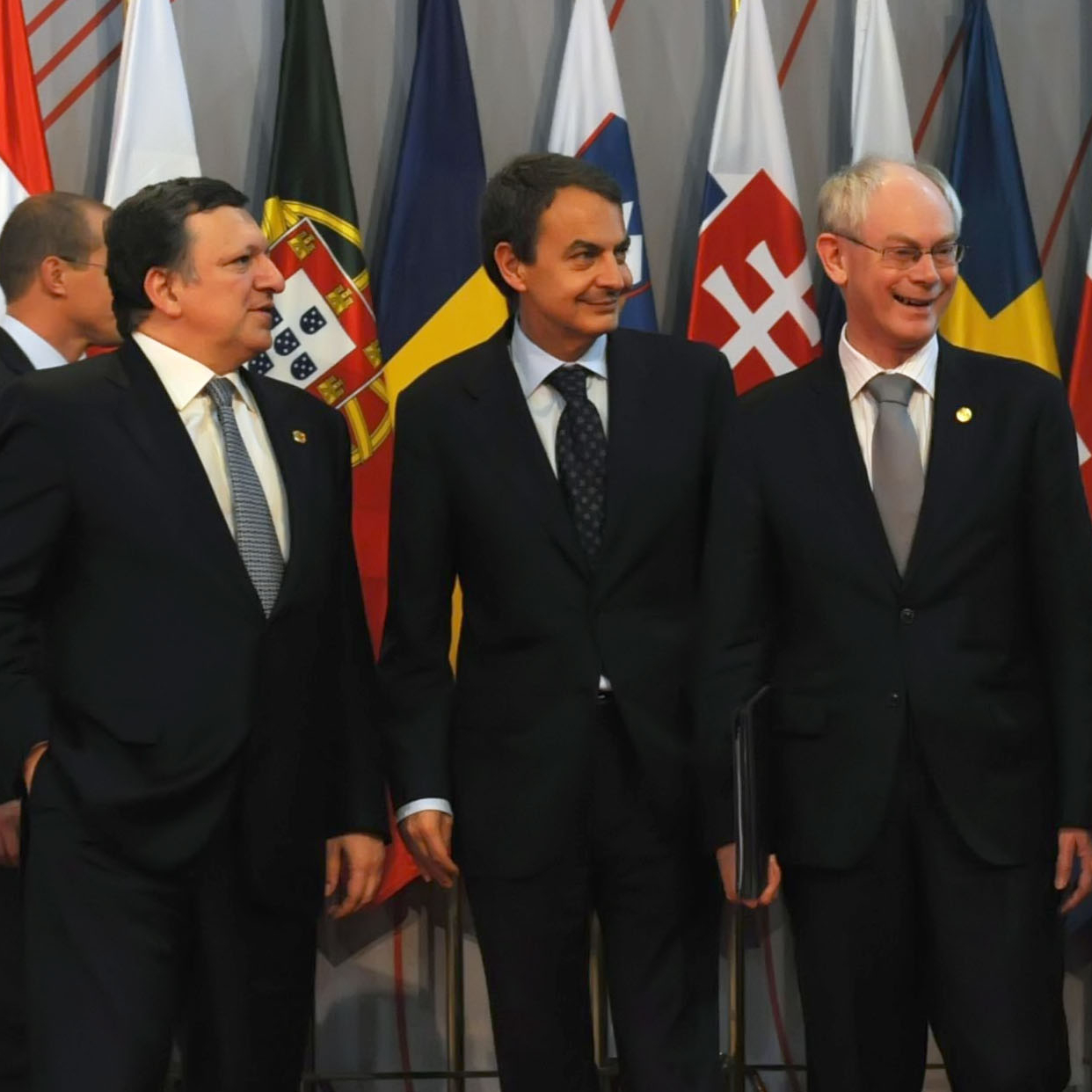
Con Herman Van Rompuy y José Manuel Durao Barroso.

En junio, el gobierno debió afrontar una reforma del mercado laboral tras el fracaso del diálogo social durante dos años y ante la situación crítica del desempleo, la crisis agudizada del euro en el segundo trimestre del año y el descenso de los ingresos del Estado. La reforma fue calificada de "lesiva para los trabajadores" por los sindicatos que amenazaron con una medida de fuerza mayor: una huelga general.
El día 16 de ese mismo mes, el gobierno anunció (coincidiendo con el debut de la selección española de fútbol en el Mundial) aprobó por decreto una nueva reforma laboral, cuyos ejes básicos eran: mayor facilidad para las empresas de acogerse a despidos objetivos con una indemnización al empleado de 20 días por año trabajado;
El día 28 de junio, el Tribunal Constitucional avaló la mayor parte del Estatuto de Cataluña. El 10 de julio,
Al mes siguiente, el 9 de julio, el ejecutivo aprobó un decreto por el que las Cajas de Ahorros podrán permitir la entrada de capital privado y traspasar el negocio financiero a un banco. Además, se prohíbe la presencia de cargos políticos en los órganos de Gobierno de las Cajas.
El 5 de septiembre, el grupo terrorista ETA anunció en un vídeo emitido por la cadena británica BBC que tomó la decisión de no cometer «acciones armadas ofensivas» con el objetivo de abrir un proceso democrático en la resolución del «conflicto vasco». Todos los partidos
El 29 de septiembre, se llevó a cabo convocada por los dos grandes sindicatos, UGT y CC.OO. la sexta huelga general en democracia, la primera desde la llegada de Zapatero al poder en 2004.

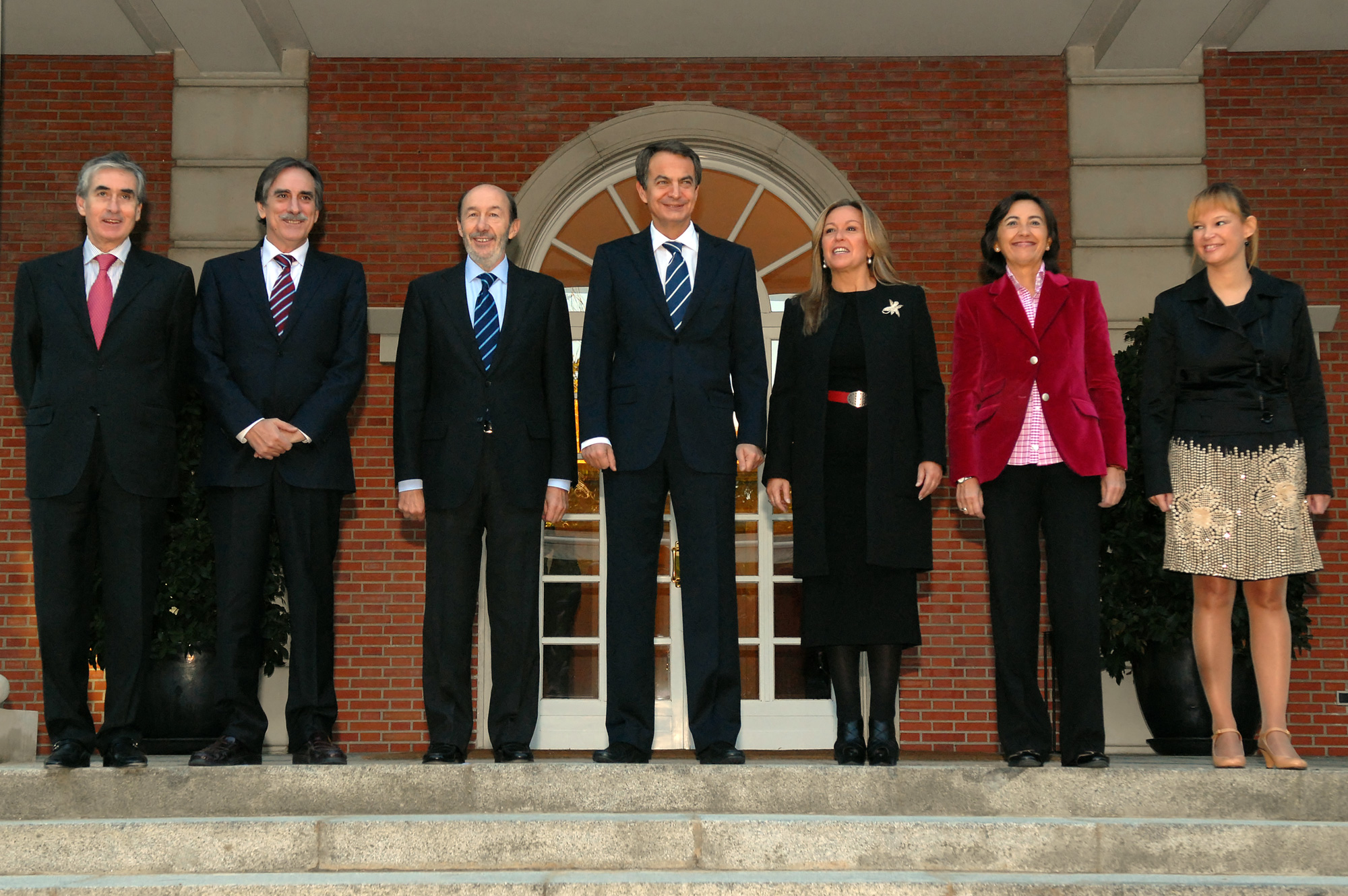
Los nuevos rostros en el gobierno tras la remodelación del 20 de octubre de 2010.

El 20 de octubre, anunció una nueva remodelación en su gobierno, con cambios en siete de los diecisiete ministerios. Alfredo Pérez Rubalcaba sucedió a María Teresa Fernández de la Vega en la Vicepresidencia Primera y en la Portavocía, Rosa Aguilar a Elena Espinosa en Medio Ambiente, Ramón Jáuregui a María Teresa Fernández de la Vega en Presidencia, Trinidad Jiménez a Miguel Ángel Moratinos en Exteriores, Valeriano Gómez a Celestino Corbacho en Trabajo y Leire Pajín a Trinidad Jiménez en Sanidad. Asimismo, se eliminaron dos ministerios: Igualdad y Vivienda, que pasaron a ser Secretaría de Estado de los ministerios de Sanidad y Fomento respectivamente.
El 28 de noviembre se celebraron las elecciones autonómicas en Cataluña, en estas venció CiU, que sumó 62 escaños, quedándose cerca de los 68 que dan la mayoría absoluta. Por ello, Artur Mas sería el nuevo presidente de Cataluña. El PSC de José Montilla obtuvo unos muy malos resultados electorales, quedándose en 28 escaños (perdiendo 9 de los que ganó en los anteriores comicios).
El mes de diciembre, estuvo marcado por la crisis de los controladores aéreos de los aeropuertos, que el 3 de diciembre, según indicó el gobierno, abandonaron sin previo aviso sus puestos de trabajo, impidiendo el tráfico aeronáutico en los aeropuertos y provocando el cierre del espacio aéreo español. El gobierno calificó los hechos como "huelga salvaje" y decidió inmediatamente militarizar el control del tráfico aéreo y decretar el estado de alarma por primera vez en la democracia, circunstancia que se prolongó hasta el 15 de enero de 2011, cuando se devolvió el control del tráfico aéreo a los controladores civiles.
La actuación del Gobierno y del fiscal general, Conde Pumpido, en el conflicto con los controladores fue criticada por la Asociación de Fiscales, calificándola de "injerencia intolerable". En los juicios penales subsiguientes, diecinueve juzgados fallaron favorablemente a los controladores aéreos, afirmando que ninguno abandonó su puesto de trabajo y responsabilizando a Aena de la decisión. Destaca el auto de archivo del Juez Vázquez Taín, donde se cita que el cierre del espacio aéreo fue una "decisión política".
En el plano económico, continuó el estancamiento de la actividad económica y la destrucción de empleo hasta llegar a la cifra de casi 4,7 millones de parados, con una tasa de desempleo superior al 20 %.

#### 2011
El año 2011 arrancó con la puesta en vigor de la nueva ley antitabaco, que por primera vez prohibía fumar en todos los espacios públicos y de ocio cerrados, como bares, restaurantes y discotecas. Esto convirtió a España en uno de los países más restrictivos de Europa en cuanto a legislación sobre consumo de tabaco.
El 2 de febrero se alcanzó un acuerdo entre Gobierno, sindicatos y patronal para reformar el sistema público de pensiones, reforzándolo de cara al futuro. La transición entre el sistema actual y el nuevo comenzará en 2013 y finalizará en 2027. En ese año, solo los trabajadores que hayan cotizado 38 años y medio a la Seguridad Social podrán jubilarse a los 65 años percibiendo el importe total de su pensión, a diferencia de los 35 años de cotización necesarios en la actualidad. El resto de trabajadores necesitará esperar hasta cumplir 67 años para jubilarse. Al día siguiente, la canciller de Alemania, Angela Merkel, visitó Madrid, respaldando las reformas de Zapatero pero le pidió más ajustes.
El 8 de febrero, el CIS le daba a Zapatero su peor valoración ciudadana desde que asumió la presidencia del Gobierno, con una nota de 3,30.
El día 18 de ese mes, el Consejo de Ministros aprobó el decreto ley de Reforzamiento del Sistema Financiero cuyo aspecto más destacado es la exigencia de un capital principal del 8 % para los bancos y del 10 % para las cajas de ahorro. La nueva normativa obligará a algunas entidades a solicitar ayudas al Fondo de Reestructuación Ordenada Bancaria (FROB).
El 25 de febrero, el Consejo de Ministros acordó la rebaja del límite de velocidad a 110 km/h en autovías para ahorrar gasolina.
Debido a las matanzas de civiles protagonizadas por el régimen de Gadafi, el 19 de marzo se celebró en el Palacio del Elíseo de París una reunión de varios países, en la que estuvo presente Zapatero para tratar una intervención militar contra el régimen libio, si dichas acciones no cesaban. Ese mismo día, los aliados iniciaron un ataque aéreo contra la dictadura libia, dicho ataque estuvo autorizado por la ONU. Zapatero ofreció seis cazas F-18, buques y bases para la coalición internacional, Rajoy respaldó la oposición del ejecutivo. El 22 de marzo, el 99 % del Congreso apoyó las decisiones contra Gadafi.
El 2 de abril anunció que no se presentaría a la reelección en 2012, adelantando además que el PSOE abriría un período de primarias para elegir al nuevo candidato.

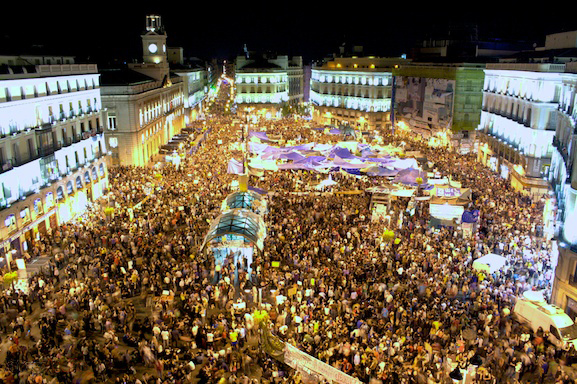
Vista aérea de la Puerta del Sol (Madrid), donde cientos de miles de ciudadanos indignados protestaron en mayo de 2011.

El 15 de mayo, se inició un masivo movimiento de protesta popular en toda España. Ese día miles de ciudadanos se manifestaron pacíficamente en 50 ciudades de toda la nación. Esto fue por los deseos de cambiar la política estatal, el cese de la destrucción de empleos y un futuro más digno para la sociedad, y para protestar en contra de las reformas antisociales, el bipartidismo, la ley electoral actual. La marcha da lugar a la creación del Movimiento 15-M (15 de mayo) o de los Indignados. Dicho movimiento tuvo como epicentro la Puerta del Sol de Madrid. Decenas de miles de personas se unieron al movimiento ante la cercanía de la jornada electoral del 22 de mayo.
El 22 de mayo, se celebraron las elecciones autonómicas y municipales, el PP obtuvo un 37,53 % de los votos y el PSOE, el 27,79 %. La diferencia entre ambos rondó los 10 puntos. El PP consiguió la mayoría absoluta en 8 de las trece comunidades autónomas donde se presentaban (Islas Baleares, Cantabria, Castilla-La Mancha, Castilla y León, Comunidad Valenciana, La Rioja, Comunidad de Madrid y Murcia). Además el PSOE perdía por primera vez la presidencia en Castilla-La Mancha y Extremadura, así como las alcaldías de Barcelona (por primera vez) y la de Sevilla.
Entre abril y junio de 2011 tiene lugar la llamada "crisis del pepino", un brote de bacterias fecales que causa 34 muertes y más de 500 contagios en Europa Central. Alemania y otros países acusan al pepino importado desde España de haber portado esta enfermedad. Aunque la acusación se demostró falsa, varios países paralizaron la compra de verdura española, lo que provocó pérdidas en la agricultura nacional estimadas en unos 200 millones de euros. El 26 de junio, el exministro Miguel Ángel Moratinos pierde la votación final para presidir la Organización de las Naciones Unidas para la Alimentación y la Agricultura (FAO), resultando elegido el brasileño José Graziano da Silva.
El 11 de julio, se produjo el último cambio ministerial en la presidencia de Zapatero; el entonces ministro de Fomento, José Blanco fue nombrado portavoz del Ejecutivo y Antonio Camacho Vizcaíno relevó a Pérez Rubalcaba (este había sido proclamado dos días antes, candidato del PSOE a la presidencia del Gobierno) en el Ministerio del Interior. Las Vicepresidencias fueron reducidas a dos. Así pues, Elena Salgado fue la vicepresidenta primera, mientras que Manuel Chaves ocupó la vicepresidencia segunda del Ejecutivo.

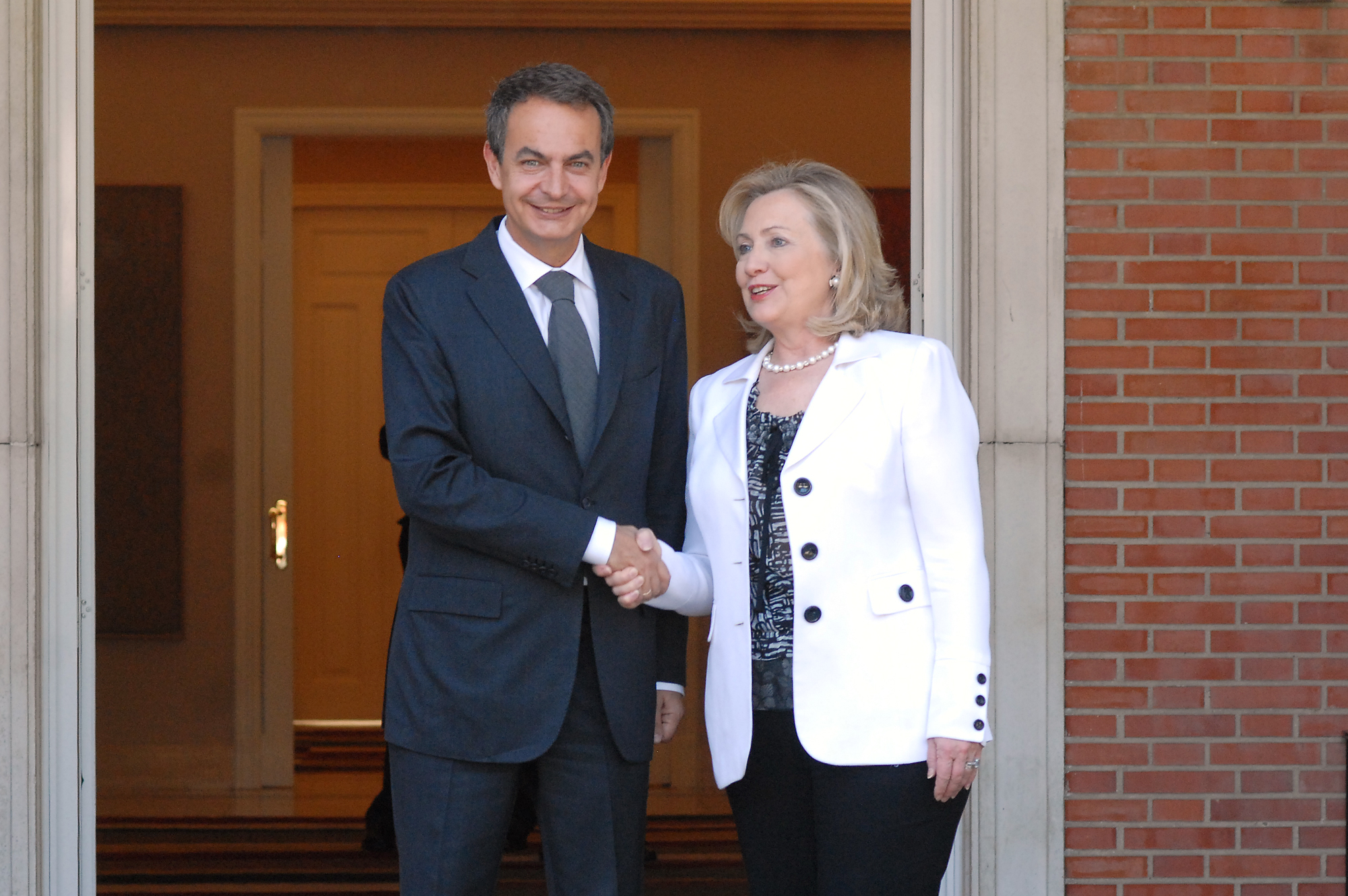
Zapatero con la Secretaria de Estado de los Estados Unidos, Hillary Clinton.

En julio se hizo público que por primera vez en la historia reciente de España se perdía población. Las emigraciones eran mayores que las inmigraciones.
El día 29 de ese mismo mes, compareció en rueda de prensa tras el último Consejo de Ministros del semestre y anunció la convocatoria de elecciones generales anticipadas para el 20 de noviembre del mismo año, era la séptima vez que tenía lugar un adelanto electoral desde la llegada de la Democracia.
El martes día 2 de agosto, la prima de riesgo española llegó a superar por primera vez los 400 puntos sobre su diferencial con la alemana, en otras palabras sobrepaso la zona de rescate y además España debía de pagar un interés del 6,2 % por los bonos de 10 años. En esa semana, la Bolsa de Madrid cerró su peor semana desde mayo de 2010 al perder más de un 10 %.
En noviembre de 2013, Zapatero reveló que recibió tres sugerencias para que aceptara un rescate internacional.
El 23 de agosto, Zapatero y Rajoy acordaron reformar la Constitución española para limitar el déficit público.
El 5 de octubre, Zapatero autorizó la participación española en el escudo antimisiles estadounidense, teniendo la Base Naval de Rota (Cádiz) como principal centro de operaciones.
El 17 de octubre se celebró en San Sebastián una Conferencia Internacional de Paz finalizada con un documento firmado por todos los asistentes en el que se pedía a la organización terrorista ETA el cese definitivo de la lucha armada, y a los gobiernos español y francés (una vez producido el fin de la violencia) negociar las consecuencias de este final. Tres días después, el 20 de octubre, la banda terrorista ETA anunció en un comunicado el «cese definitivo de su actividad armada». Tras 829 víctimas mortales, ETA puso fin a 43 años de muerte y terror.

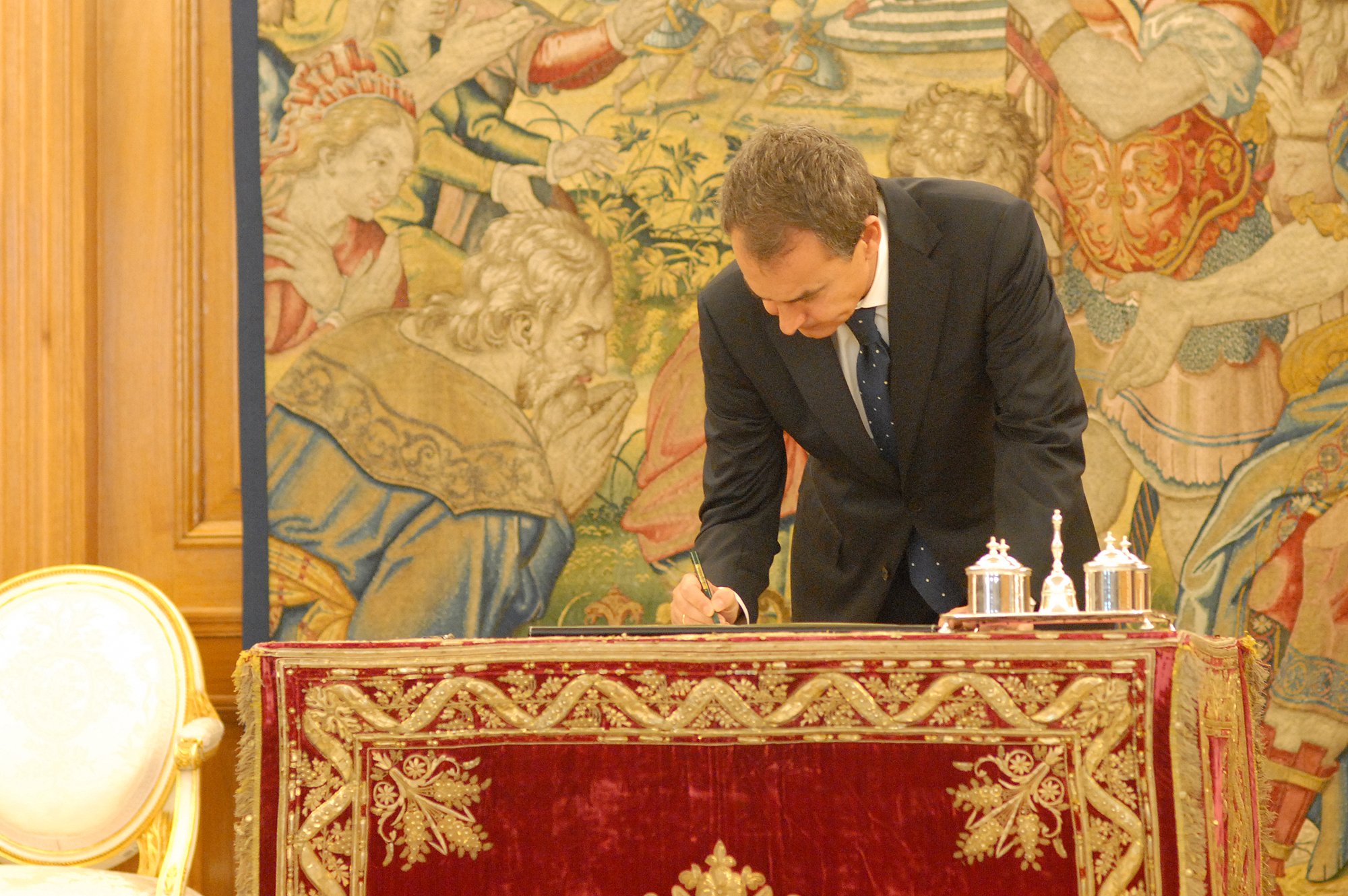
Zapatero, en un momento del acto de sanción de la reforma de la Constitución.

El día 28 de ese mismo mes, se hizo pública la encuesta de la EPA, donde por primera vez en la historia de España se superaban los cinco millones de desempleados. La cifra del paro alcanzó un 21,52 %. Además dejó la dramática cifra de más de 1,4 millones de miembros con todos sus familiares en paro.
El día 20 de noviembre, el PSOE, encabezado por Rubalcaba, perdió las elecciones generales, consiguiendo 110 escaños y un 28,7 % de votos (perdió más de 4 millones de votos respecto a la última cita con las urnas), en cambio el PP de Mariano Rajoy, consiguió sus mejores resultados (superando incluso los resultados de Aznar en las elecciones de 2000) al obtener 186 escaños y un 44,6 % de los sufragios. Una de las comunidades donde mejor quedó escenificada la debacle socialista fue en Cataluña, allí siempre había vencido desde las primeras elecciones generales; el PSC-PSOE. Pero en estas, fue superado por CiU, el PSC perdió 11 diputados, de los 25 que tuvo en los últimos comicios.
Mariano Rajoy sustituiría a Rodríguez Zapatero al frente del Gobierno de España.
En el aspecto económico, la Encuesta de Población Activa (EPA) publicó a finales de enero de 2012, que el año 2011, terminó con 5 273 600 desempleados y que la tasa de paro alcanzó el 22,85 %. Desde finales de 2007 se habían destruido 2,7 millones de empleos en España, el 55 % en el sector de la construcción.
El 30 de diciembre, el nuevo Gobierno de la nación presidido por Mariano Rajoy, condecoró a Zapatero con el collar de la Orden de Isabel la Católica y otorgó otra serie de condecoraciones a la totalidad de los ministros de su último gabinete.

## Expresidente del Gobierno

### Think tanksy libro
Al abandonar la Moncloa, Zapatero pasó a formar parte del Consejo de Estado como miembro nato y el 9 de febrero de 2012 tomó posesión. En esta etapa comenzó a presidir la Fundación Progreso Global, de la que forman parte Bill Clinton y Felipe González y cuya sede se encuentra en unas dependencias del PSOE de la calle Gobelas de Madrid. Estuvo ingresando 78 000 euros por consejero de Estado y 74 000 euros como expresidente del gobierno, hasta julio de 2012 cuando el Gobierno aprobó un real decreto que incluía la incompatibilidad entre "cualquier prestación económica prevista con ocasión del cese en un cargo en el sector público" y una segunda retribución "con cargo a presupuestos públicos”.

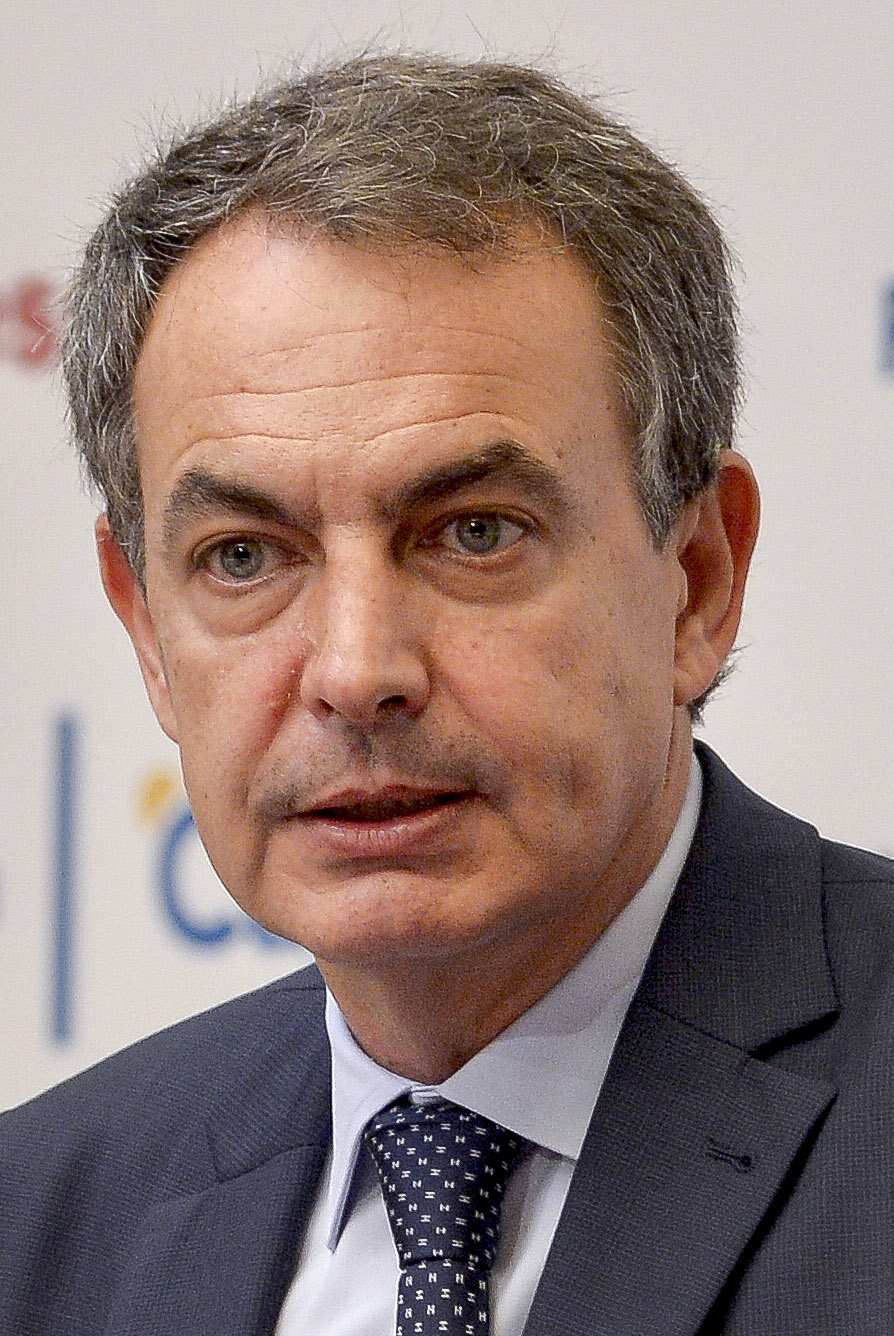
Rodríguez Zapatero en 2015.

Según ha trascendido, está preparando un libro sobre sus vivencias durante la crisis económica a la que tuvo que hacer frente su gobierno. Según han declarado miembros de su entorno, el libro "será autocrítico", en la línea del discurso que pronunció el 3 de febrero de 2012 en el último congreso del PSOE en el que reconoció dos grandes errores durante su mandato: advertir con retraso la gravedad de la crisis y no haber pinchado a tiempo la burbuja inmobiliaria. Ese año se publicaron los libros sobre su mandato Años de cambios, años de crisis. Ocho años de gobierno socialista, de Ignacio Sánchez-Cuenca, y ¿Qué nos ha pasado? El fallo de un país, de  sus colaboradores Andrés Ortega y Ángel Pascual-Ramsey.En 2013 publicó su propio libro sobre su gestión de la crisis, titulado El dilema: 600 días de vértigo.Ese año afirmó en una entrevista de TV3 que en ocasiones han pretendido insultarle llamándole "catalán".
Durante esta etapa se abstuvo de intervenir en los debates políticos, al contrario de sus dos predecesores en el cargo José María Aznar y Felipe González. Su actividad se centró en conferencias (la primera fue en marzo de 2012 en Maracaibo, Venezuela) y participar en foros internacionales (como el celebrado en Doha en mayo de 2012). En Doha concedió su primera entrevista como expresidente, a la cadena Al Jazeera. Asimismo, mantuvo el contacto con miembros de su gabinete como Alfredo Pérez Rubalcaba, Carme Chacón, José Antonio Alonso y Trinidad Jiménez y residía en Somosaguas en una casa de alquiler.En 2013 realizó una aparición en El intermedio y en 2015 se reunió con José Bono, el secretario general de Podemos, Pablo Iglesias y su número dos, Íñigo Errejón, en el momento de máxima expansión de este partido.
En febrero de 2015 se reunió en La Habana con el presidente de Cuba Raúl Castro y realizó una visita de alto nivel a Bolivia, donde fue condecorado doctor honoris causa por la Universidad Mayor de San Andrés de La Paz y recibió el "Cóndor de los Andes", la máxima condecoración que otorga el país, de manos del presidente Evo Morales. En marzo visitó además Villa Cisneros en el Sahara Occidental para un foro auspiciado por el gobierno marroquí; tanto este como el viaje a Cuba recibieron críticas por parte del Gobierno y el ministro de Exteriores José Manuel García-Margallo por considerarlos inadecuados.

### Mediación en Venezuela
En el año 2014, Zapatero inicia labores de mediación con el gobierno venezolano auspiciadas en aquel momento por UNASUR. Como objetivo —explicó el expresidente de Colombia Ernesto Samper secretario general de UNASUR de 2014 a 2017— intentar dialogar entre los sectores políticos con la conformación de tres espacios: El primero de garantías electorales, estaba a cargo del expresidente Martín Torrijos, en segundo encabezado por Zapatero sobre reformas institucionales que pretendía cambiar las condiciones de desequilibrio institucional en Venezuela que existen como resultado de la concentración de poderes y un tercer diálogo, encabezado por el expresidente Leonel Fernández, para orientar la parte social y la estabilización. Diferentes sectores de la oposición tienen opiniones diferentes sobre sus gestiones. Henrique Capriles le pidió explicaciones por sus viajes al país y declaró en una entrevista posterior que Zapatero no había hecho otra cosa que apuntalar a Maduro. Sin embargo, en septiembre de 2016 el diputado opositor Timoteo Zambrano agradeció a Zapatero sus gestiones para la liberación de Gabriel San Miguel, del partido opositor Voluntad Popular. El expresidente de la Asamblea Nacional, Julio Borges, denunció que durante el proceso de las conversaciones en la República Dominicana a finales de 2017 y principios de 2018, Jorge Rodríguez, jefe de la delegación gubernamental, Delcy Rodríguez y Zapatero les habían amenazado con sufrir persecución política y con acabar en la cárcel si no firmaban un acuerdo en dichas conversaciones. En 2018, Zapatero fue declarado por la Asamblea Nacional de Venezuela, de mayoría opositora, como persona no admisible para un posible diálogo con 53 votos a favor, 43 en contra y 1 abstención. En 2020 la opositora María Corina Machado declaró sobre la actuación de Zapatero como mediador que había creado un 'Efecto Zapatero' por el que cada vez que visitaba el país se disparaban las detenciones de presos políticos y que se dedicó a engañar y dividir a la sociedad venezolana. En febrero de 2020 se reunió con Nicolás Maduro en Caracas. El encuentro se celebró en la sede del gobierno venezolano y estuvieron también presentes la primera dama, Cilia Flores y los vicepresidentes de Venezuela Delcy Rodríguez y Jorge Rodríguez. En diciembre de ese mismo año, Zapatero acude en calidad de observador internacional a las elecciones parlamentarias acaecidas en ese momento, en donde pronuncia un discurso transmitido por la televisión estatal venezolana, pidiendo reflexión a la Unión Europea acerca de la estrategia a seguir sobre Venezuela.

### Actividad posterior
En 2015, dejó el Consejo de Estado para ocupar la presidencia del Consejo Asesor de la fundación alemana Instituto para la Diplomacia Cultural. En 2016 fue nombrado presidente del Foro de la Contratación Socialmente Responsable, cargo que sigue desempeñando en la actualidad.En los años siguientes participó en foros de la Cátedra China y China Daily, y en 2024 fue nombrado presidente del consejo asesor del think tank GATE Center.A raíz de las elecciones generales de 2023, Zapatero se involucró de forma activa en la campaña del PSOE, rompiendo con su anterior desinvolucración en la actualidad política española.

## Ideología

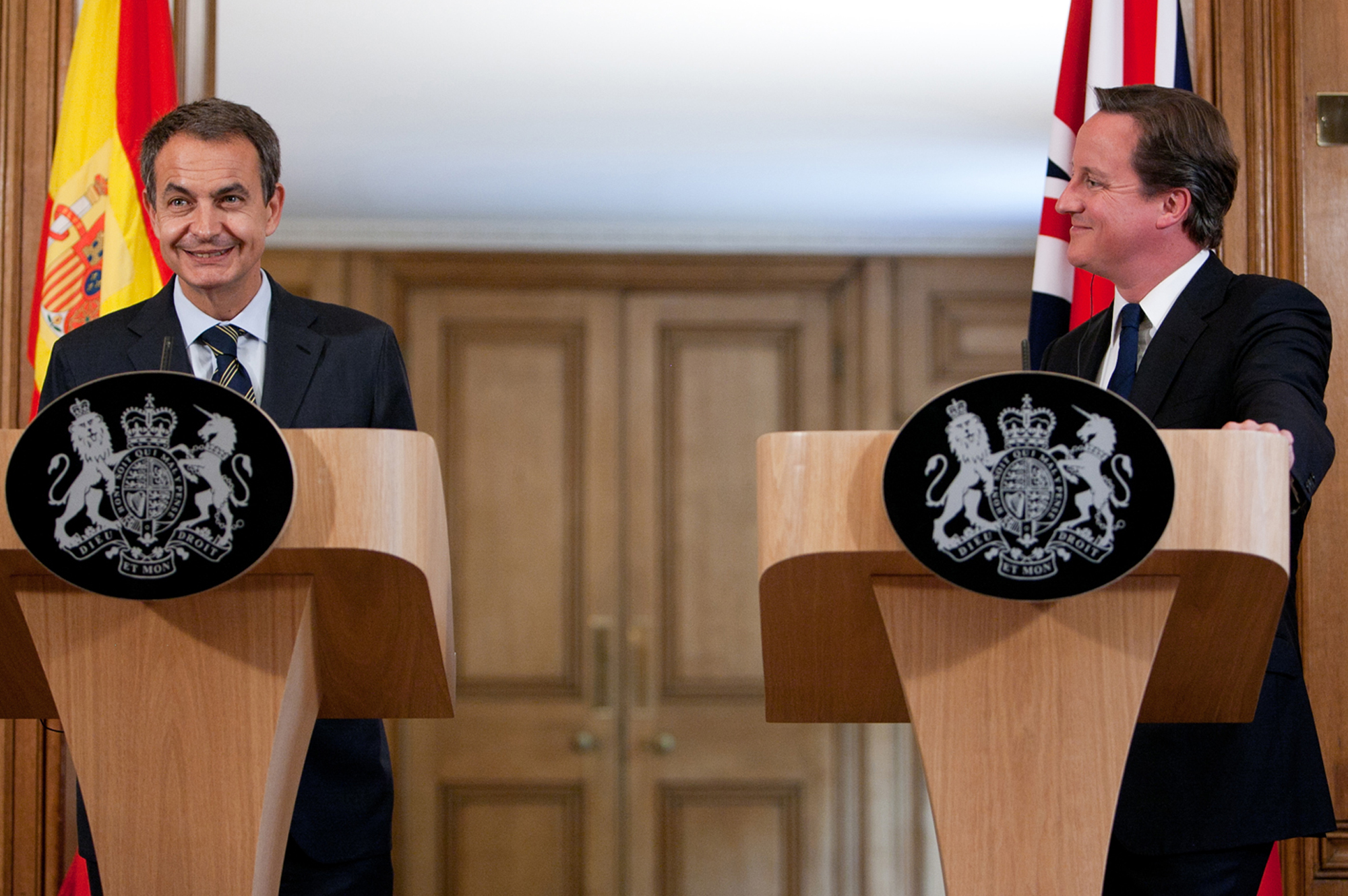
Zapatero junto al primer ministro del Reino Unido, David Cameron en el transcurso de una rueda de prensa en la residencia de Downing Street (Londres). Julio de 2011.

A la hora de situarse en el espectro político, Zapatero afirmó que "Más que un socialdemócrata soy un demócrata social". Para Zapatero, "El programa de una izquierda moderna pasa por una economía bien gobernada con superávit de las cuentas públicas, impuestos moderados y un sector público limitado. Todo ello, conjugado con la extensión de los derechos civiles y sociales".
Zapatero afirmó que aunque "Hay mucha gente en este país que echa de menos un partido de centro", "Yo nunca seré de ese partido de centro". Respecto a sus rivales de derechas, matizaba su afirmación a la popular revista Marie Claire de que "nada me ha enseñado la derecha" diciendo que "La derecha en este país me ha enseñado que la izquierda hace avanzar la democracia". Igualmente resaltó que "Los grandes avances en el mundo se han hecho defendiendo la causa de los dominados".
En este sentido, Zapatero ha hablado en numerosas ocasiones de cómo la memoria de su abuelo fusilado, Juan Rodríguez Lozano, motivó sus convicciones políticas. Zapatero se muestra también como un pacifista y partidario del diálogo para solucionar los conflictos, habiendo promovido la retirada de las tropas españolas de Irak, la Alianza de Civilizaciones o el proceso de paz con ETA, no obstante intervino militarmente en la guerra de Libia y envió tropas a la guerra de Afganistán. En este sentido, el presidente de Gobierno, preocupado por una necesaria lucha contra el deterioro medioambiental a la que no se destinan los mismos recursos que a la guerra contra el terrorismo, ha afirmado que el cambio climático "ha provocado ya más víctimas que el terrorismo internacional y su potencial de destrucción es también muy superior".
Asimismo en el prólogo del libro de Jordi Sevilla De Nuevo Socialismo, Zapatero declaraba:

"Ideología significa idea lógica y en política no hay ideas lógicas, hay ideas sujetas a debate que se aceptan en un proceso deliberativo, pero nunca por la evidencia de una deducción lógica (...) Si en política no sirve la lógica, es decir, si en el dominio de la organización de la convivencia no resultan válidos ni el método inductivo ni el método deductivo, sino tan sólo la discusión sobre diferentes opciones sin hilo conductor alguno que oriente las premisas y los objetivos, entonces todo es posible y aceptable, dado que carecemos de principios, de valores y de argumentos racionales que nos guíen en la resolución de los problemas".

## Cargos desempeñados
- Diputado por León en el Congreso de los Diputados (1986-2004).
- Secretario provincial del PSOE de León (1988-2000).
- Secretario general del PSOE (2000-2012).
- Diputado por Madrid en el Congreso de los Diputados (2004-2011).
- Presidente del Gobierno de España (2004-2011).
- Presidente de la Fundación IDEAS (desde 2008).
- Presidente de turno del Consejo Europeo (primer semestre de 2010).

## Distinciones y condecoraciones
Españolas
- Gran Cruz de la Orden de Carlos III (2004).[331]
- Premio Nicolás Salmerón de Derechos Humanos en su categoría individual (2009).[332]
- Collar de la Orden de Isabel la Católica (2011).[333]
- Premio Francisca de Pedraza contra la Violencia de Género (2016).
- Premio Menina de Honor (2023), en reconocimiento por el fomento de la igualdad y en la promoción de los derechos de las mujeres.[334]
- Premio Libertas (2023), en reconocimiento de su defensa de los valores de la "libertad, la igualdad y la solidaridad".[335]
- Gran Cruz de la Orden de San Raimundo de Peñafort (2025).[336]

Extranjeras
- Gran Cruz de la Orden de Cristo (República Portuguesa, 2006).[337]
- Gran Cruz de la Orden del Libertador San Martín (República Argentina, 2009).[338]

## Libros
- La derrota de la España utópica. Diputación de Málaga, 2002. ISBN 846074003X
- Zapatero: El mundo de los ciudadanos (entrevistado por Marco Calamai y Aldo Garzia). Península, 2006. ISBN 848307740X
- Las voces de Pablo Iglesias: un siglo de los socialistas en el Parlamento (con José Antonio Alonso Suárez y Pedro Barruso). Fundación Pablo Iglesias, 2010. ISBN 978-84-95886-55-2
- El Dilema: 600 días de vértigo. Planeta, 2013. ISBN 9788408122777
- No voy a traicionar a Borges. Huso, 2021. ISBN 978-84-123638-5-2
- Crónica de la España que dialoga. Navona, 2024. ISBN 9788419552563
- La democracia y sus derechos. La legislatura que cambió España (coordinador). Península, 2024. ISBN 978-84-1100-284-4